# 西鉄バス
- 西鉄グループ > 西鉄バス
- 西鉄グループ > 西日本鉄道 > 西鉄バス

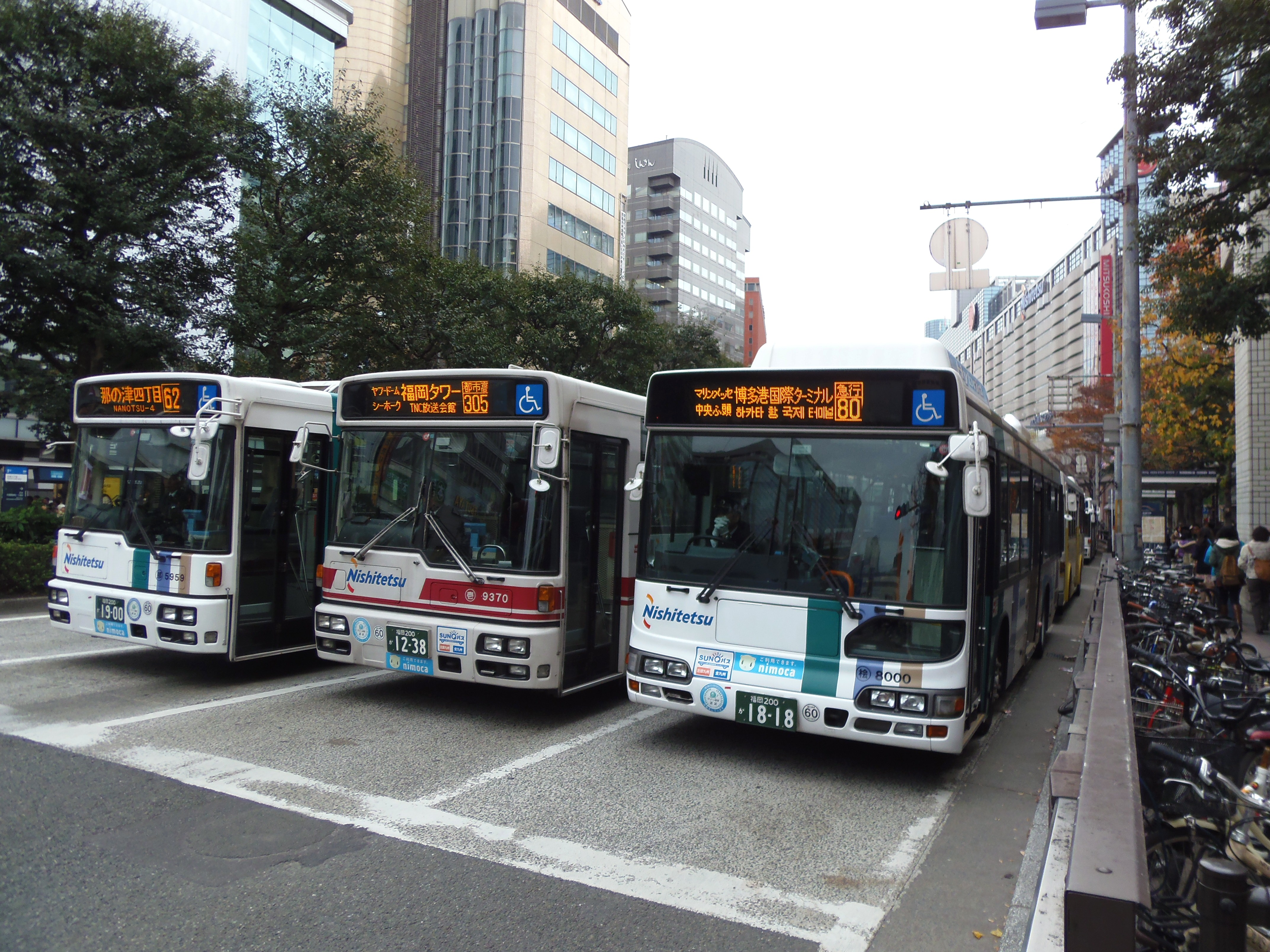
新塗色（左右）と1975年以降の旧塗色（中央）

西鉄バス（にしてつバス、英: Nishitetsu Bus）は、大手私鉄の西日本鉄道（西鉄）自動車事業本部および、同事業本部から分離独立した子会社各社が運行するバスの総称。
本項目では、西鉄自動車事業本部、及び同事業本部から分離独立した子会社が運行する一般路線バス事業を中心に、各社のバス事業全体に共通する事項について述べる。西鉄本体の一般路線バス事業の詳細については西日本鉄道#バス事業を、西鉄グループによる都市間高速バス事業の詳細については西鉄高速バスを参照。また資本参加により西鉄グループとなったものの一般に「西鉄バス」には含まれない日田バス・亀の井バスや、各種商品の販売・斡旋やビルの管理・メンテナンスなどを主たる事業とする株式会社スピナについては当該項目を参照。
なお「西鉄バス」という名称の法人は、過去においても現在も存在したことはない。

## 概要
2017年度の西鉄バスグループ全体を通した年間輸送人員は約2億7000万人である。また年間総走行距離は約1億4000万kmである。一日平均1200台が稼働している。
2020年度末時点での乗合バス保有台数は、西鉄単体で1,822台（西鉄本社が所有し、子会社へリースされる車両を含めず）、グループ全体（本項で扱わない日田バス・亀の井バスを含む）で2,774台である。グループ全体では保有数3,377台の小田急グループに次ぐ第2位、バス会社単体についても1,922台の神奈川中央交通（神奈中バス）に次ぐ第2位の保有台数である。
また、災害や事故が生じても通常通りの運行を続けることがインターネット上を中心に認知されている。2017年の平成29年7月九州北部豪雨では、福岡県朝倉市内の冠水した道路を走行するバスの車内から撮影された映像がインターネット上で拡散され、大きな反響を集めた。これに対して西鉄本社の広報課は「急な事態だったので、乗客の安全を第一に考えて道路が冠水していない場所までそのまま走行した。立往生するわけにはいかないので安全確保に努めた。」と回答している。

## 経営体制
かつては運行する路線のほぼすべてが西日本鉄道（西鉄）の直営だったが、1986年以降、路線バス業界全体に共通する厳しい経営状況を反映して、経営改善の一環として他の大手私鉄同様にバス事業は分社化された。これらの子会社は社名を「○○交通」とし、バス車両の塗装も西鉄本社とは異なる塗装としていた。当初は山間部や過疎地を中心とした不採算路線の「路線単位」での切り離しが主体であったが、子会社へ移管する路線を順次増やしていった。
2001年8月1日以降は、子会社の社名を各社とも「西鉄バス○○」に変更し、車両の塗装も西鉄本社とほぼ同一の塗装に合わせるなど、外見上は「西鉄バス」として一体化している。また、西鉄バス北九州のように営業局の独立という形での分社も実施され、2003年7月には福岡都市圏を除くすべての路線で営業所の分社化・管理委託化が実施された。
分社化にあたっては、車両や路線（営業所）を完全に子会社化する方式と並行して、一部の路線（営業所）において経営の主体（車両や路線の所有権）を西鉄本社に残しながら実際の運行に関わる部分（運転士の所属など）を子会社に委託する「管理委託制度」を実施している。これらの路線については西鉄本社が車両を保有し子会社にリースするという形を取るため、車両の塗装は細部も含めて西鉄仕様であり、運転士の名札が違うほかは外観上において西鉄本社の路線との区別は全くつかない。最近ではバスブランドのイメージ統一を図る観点及び地域密着の方針から、本社保有の車両は各路線の輸送実績や車両の使用年数などを見ながらグループ全体で融通する方法に変わりつつある。なお、西鉄創立の経緯、輸送人員、運行規模の大きさから本体並みの体制となっている西鉄バス北九州では、自社保有の新車が毎年投入されている。
いわゆる「西鉄バス」以外の会社では、日田バスでは「ひた号」を担当する「日田第二自動車営業所」、一般路線である甘木幹線を担当する「杷木第二自動車営業所」の管理委託を受けている。亀の井バスでは「とよのくに号」を担当する「別府第二自動車営業所」の管理委託を受けている。また、タクシー会社である宗像西鉄タクシー、福岡西鉄タクシー、久留米西鉄タクシーもコミュニティバスなどの一部路線を担当している。なお、北九西鉄交通は高速バスと一般路線の一部、並びに特定バス、貸切バス事業を行い、現在はタクシー事業を行っていない。
なお、地域子会社の設立と高速バス・貸切バスの専業子会社を設立した一方で、福岡市および近郊での路線は西日本鉄道本体の直接運営で維持されている。大手私鉄に属する鉄道事業者本体でのバス事業の直営が残っているのは2009年4月1日以降、大手私鉄全社で唯一となっている。

## 運営会社
主な運行路線については各社の記事を参照のこと。
- 西日本鉄道自動車事業本部
- 西鉄観光バス（貸切バス事業）
- 西鉄バス北九州
- 西鉄バス筑豊
- 西鉄バス宗像
- 西鉄バス二日市
- 西鉄バス久留米
- 西鉄バス大牟田
- 西鉄バス佐賀

### 過去の運営会社
- 西鉄高速バス（高速バス事業） - 2019年に西日本鉄道本体に吸収合併して消滅。担当していた路線のうち、福岡担当便は西日本鉄道自動車事業本部（西鉄福岡高速自動車営業所）に、北九州担当便は西鉄バス北九州に分離移管。
- 西鉄北九州観光（貸切バス事業） - 2008年に西鉄観光バス・九州観光バスと合併して消滅。
- 西鉄バス両筑 - 2007年に西鉄バス二日市に合併されて消滅。
- 西鉄バス京築 - 2004年に乗合事業から撤退（路線の一部は西鉄バス北九州に移管）、西鉄北九州観光に合併されて消滅。
- 西鉄バス遠賀 - 2003年に西鉄バス筑豊に合併されて消滅。
- 西鉄バス二豊 - 2002年に西鉄バス京築に合併されて消滅。

### 分離・再編の歴史
- 1986年11月1日 - 鳥栖地区のバス路線を鳥栖交通へ、中津地区のバス路線を二豊交通へそれぞれ分離譲渡。西鉄初の分離子会社。
- 1987年11月1日 - 柳川・大川地区のバス路線を南筑交通へ、行橋・豊津地区のバス路線を京築交通へそれぞれ分離譲渡。
- 1988年4月3日 - 大牟田地区のバス路線を大牟田交通へ、杷木・浮羽地区のバス路線を両筑交通へ、飯塚・嘉穂地区のバス路線を嘉穂交通へそれぞれ分離譲渡。
- 1988年11月1日 - 田川地区のバス路線を添田交通へ分離譲渡。
- 1991年8月1日 - 宗像郡部のバス路線を玄海交通へ、筑紫野地区のバス路線を二日市交通へ、直方地区のバス路線を直方交通へそれぞれ分離譲渡。
- 1991年9月1日 - 路線バス管理委託制度（車両と路線は西鉄本体が保有し、乗務員は各分離子会社に所属する）の導入を開始。
- 1998年4月1日 - 貸切バス事業を西鉄観光バスへ分離譲渡。
- 2000年7月1日 高速バス路線のうち、福岡 - 佐世保線ほか3路線を西鉄高速バスへ分離譲渡。
- 2001年8月1日 - 地域子会社の名称を社名変更。大半は「○○交通」から「西鉄バス○○」への社名変更だが、鳥栖交通は西鉄バス佐賀に、南筑交通は西鉄バス久留米に、玄海交通は西鉄バス宗像に、直方交通は西鉄バス遠賀にそれぞれ社名変更。また、嘉穂交通と添田交通は合併して西鉄バス筑豊に改組。
- 2002年10月1日 - 北九州地区のバス路線（西鉄北九州営業局所管路線）を西鉄バス北九州へ分離譲渡。
- 2003年4月15日 - 西鉄観光バスの北九州地区の事業を西鉄北九州観光に事実上分離譲渡（正確には西鉄観光バス北九州支社の廃止と同支社所管の施設・車両・人員の西鉄北九州観光への譲渡）
- 2003年7月1日 - バス事業を地域ごとに再編し、西鉄本社のバス事業は福岡地区のみとなる。
- 2008年4月1日 - 観光バス事業を一部を除き新生西鉄観光バス（九州観光バス改め）へ一本化。
- 2016年11月1日 - 日田バスへの管理委託営業所として、杷木第二自動車営業所を開設。一般路線の分離子会社以外への管理委託は初めて。
- 2019年4月1日 - 西鉄高速バスを事業分割した上で西鉄本社へ吸収合併・解散。福岡地区の高速バス事業を西鉄本社が継承、北九州地区の高速バス事業を西鉄バス北九州が吸収分割の形で継承[3]。
- 2025年10月1日 - 西鉄バス宗像と西鉄バス二日市を西鉄本社が吸収合併し再度直営化（予定）。合併理由については「乗務員不足と輸送人員等が減少しているため」としている[4]。

これにより、福岡市近郊以外の路線バスや営業所が直営化されるのは初めてである。
- 2026年4月1日 - 西鉄観光バスを事業分割した上で西鉄本社へ吸収合併・解散。福岡地区の貸切バス事業を西鉄本社が継承、北九州地区の貸切バス事業を西鉄バス北九州が吸収分割の形で継承。合併理由については「安定的な貸切バス乗務員の確保によるさらなる安全性の向上、および高まる観光需要に対し柔軟に事業運営するため」としている[5]。

### 営業区域

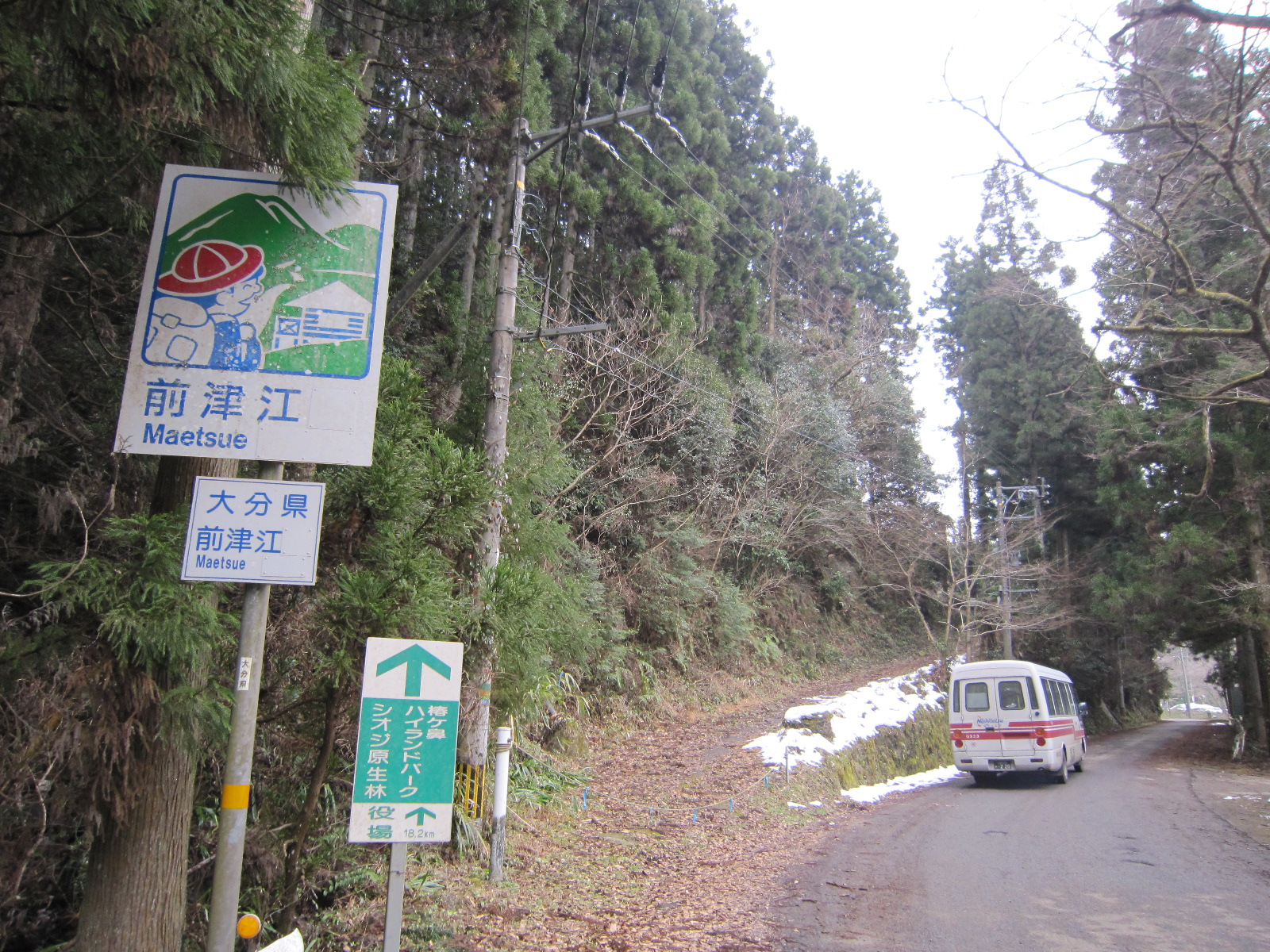
大分県との県境を越える路線バス

西鉄グループ全体で、福岡県60市町村中48市町と佐賀県東部に一般路線を有し、熊本県の一部市町にも一般路線を有する。かつては福岡県豊築地域や熊本県山鹿市、大分県日田市、山口県下関市などにも一般路線があったが、路線縮小が進んだことで撤退している。
下記は上記西鉄グループの一般路線が通っている市町村の一覧。高速バスのみ運行している市町村は含まない。
福岡県 - 以下を除く県内すべての市町村に路線を持つ。
- 糸島市 - 昭和自動車の運行エリア。
- みやま市 - 西鉄バス久留米・西鉄バス大牟田が運行していたが撤退。現在は堀川バスの運行エリア。
- 遠賀郡水巻町・芦屋町 - 西鉄バス北九州が運行していたが撤退。現在は北九州市若松区の大部分と併せて北九州市交通局の運行エリア。
- 豊前市・築上郡（築上町・吉富町・上毛町） - 西鉄バス京築が運行していたが撤退。現在は西鉄バス京築より路線を継承した太陽交通の運行エリア。
- 京都郡みやこ町 - 西鉄バス筑豊及び西鉄バス京築が運行していたが撤退。現在は豊前市・築上郡と同じく太陽交通の運行エリア。
- 田川郡大任町、赤村 - 西鉄バス筑豊が運行していたが撤退。
- 朝倉郡東峰村 - 西鉄バス久留米が運行していたが撤退。

ここに挙げていない地域でも、他の事業者やコミュニティバスによる運行が主体で、西鉄バスによる一般路線の運行が少ない地域もある。例えば、八女市で運行されている西鉄バスは久留米市〜八女市を結ぶもののみで、市内の各地域を結ぶ路線は堀川バスにより運行されている。
佐賀県
- 佐賀市
- 鳥栖市
- 三養基郡みやき町、上峰町
  - かつては基山町にも路線があったが撤退。
- 神埼市
- 神埼郡吉野ヶ里町

旧来より鳥栖、神埼、三養基地域では佐賀県内を主体とする事業者による運行が少なく、現在でも西鉄による運行が中心となっている。
熊本県
- 荒尾市
- 玉名郡南関町

### 主なバスターミナル

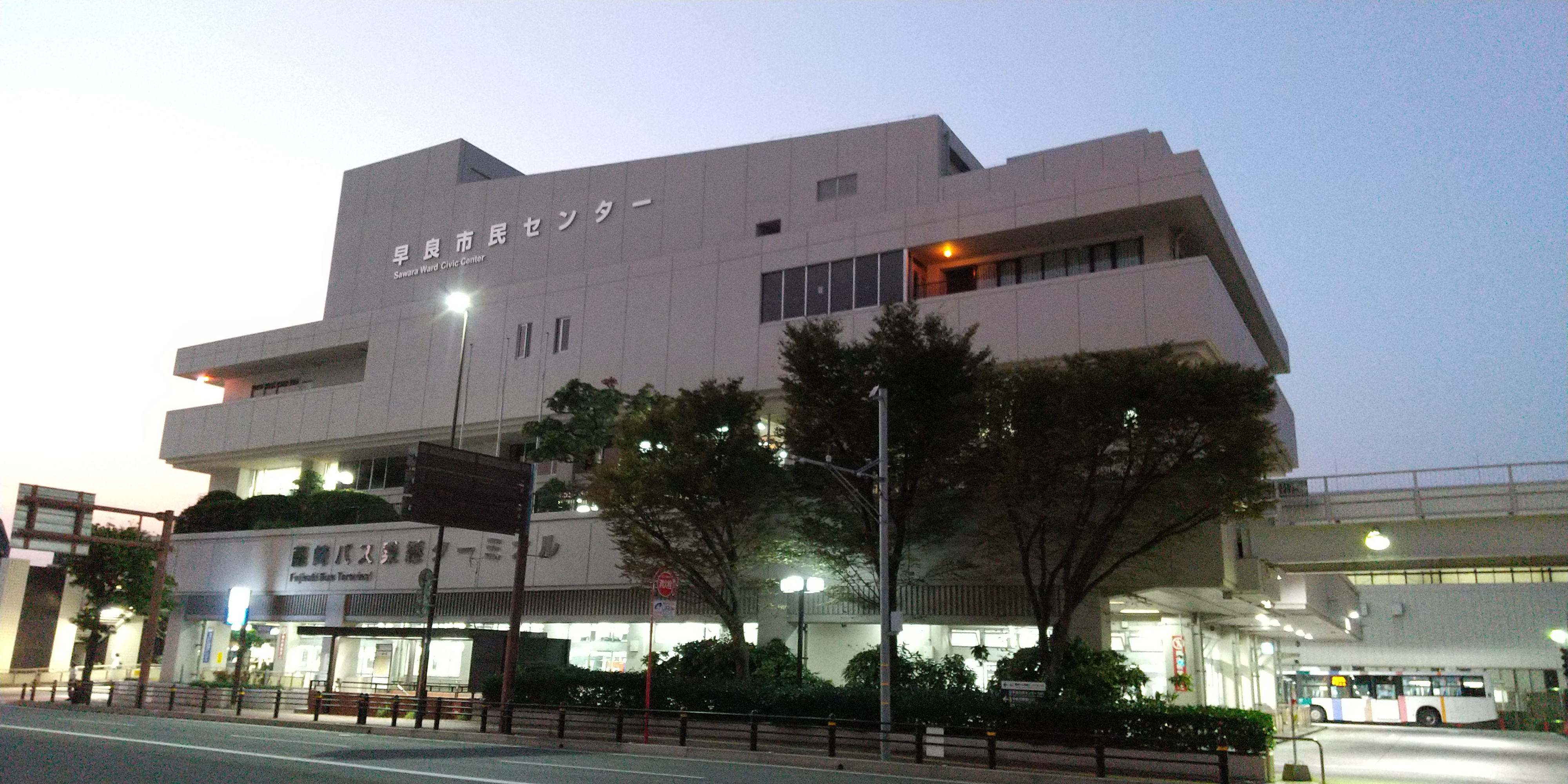
藤崎バス乗継ターミナル

主なもののみを掲載する。ただし、西鉄が管理運営していない施設を含む。小規模なバスターミナルについては各社の記事を参照のこと。
| 地区       | バスターミナル             |
| ---------- | -------------------------- |
| 福岡地区   | 西鉄天神高速バスターミナル |
| 福岡地区   | 博多バスターミナル         |
| 福岡地区   | 藤崎バス乗継ターミナル     |
| 福岡地区   | 西鉄大橋駅                 |
| 福岡地区   | 西鉄二日市駅               |
| 北九州地区 | 砂津バスセンター           |
| 北九州地区 | 小倉駅バスセンター         |
| 北九州地区 | 西鉄黒崎バスセンター       |
| 筑豊地区   | 西鉄直方                   |
| 筑豊地区   | 飯塚バスターミナル         |
| 筑豊地区   | 後藤寺バスセンター         |
| 筑後地区   | 西鉄久留米バスセンター     |
| 筑後地区   | 大牟田駅                   |
| 佐賀地区   | 佐賀駅バスセンター         |

## 営業所

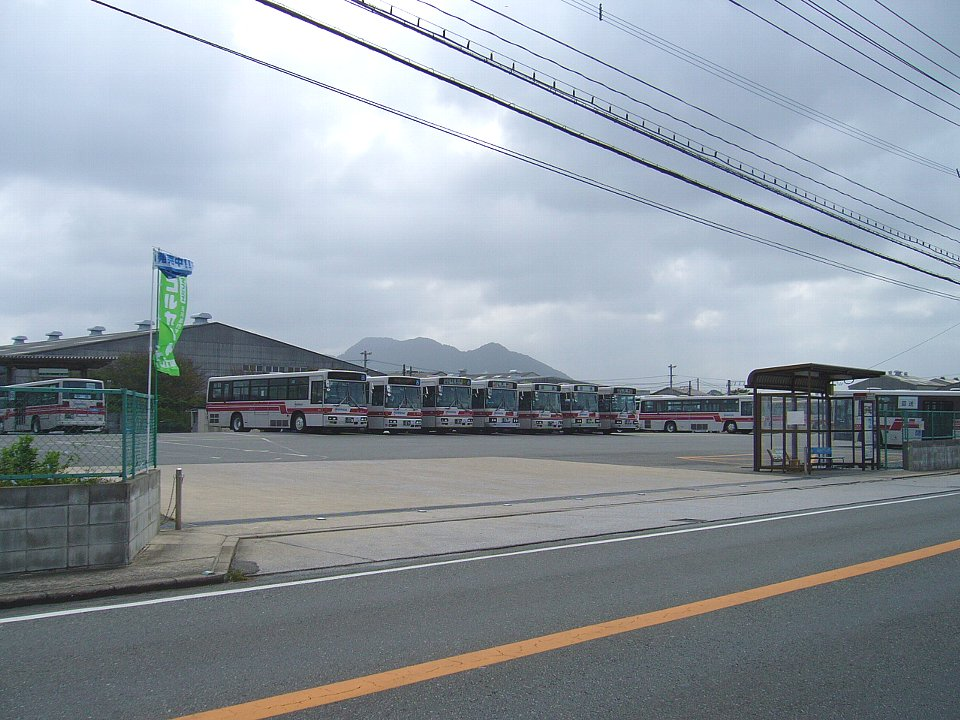
旧新宮自動車営業所（現在は廃止）

西鉄本社（自動車事業本部）および西鉄バス北九州では、バス営業所を「○○自動車営業所」と呼称する（東京都交通局などと同様の呼称で、両社局ともに存在する「○○電車営業所」と区別している）。かつては自動車営業所の下部に「○○営業区」「○○車庫」という組織も存在したが、現在では原則として「自動車営業所」に統一されている。完全に分社化された子会社の営業所については「○○本社」「○○支社」となり西鉄本社の手を離れているが、管理委託された路線と車両を受け持っている営業所については名目上、西鉄本社側も「○○第二自動車営業所」の名称で営業所組織を残している。なお、西鉄バス北九州の営業所が西鉄本社同様「自動車営業所」を名乗るのは、西鉄バス北九州がかつて西鉄の母体となった「九州電気軌道」の流れを汲んだ「西鉄北九州営業局」の分離による設立されたという経緯によるものである。
西鉄本体の福岡高速自動車営業所、西鉄バス北九州の北九州高速自動車営業所は、2019年4月に西鉄高速バスの会社解散・吸収分割により、それまで同社が運行していた路線を継承する形でそれぞれ新設されたものである。なお、福岡高速自動車営業所という名称の営業所は、1990年代にも福岡市中央区那の津に存在し、福岡発着の夜行高速バスなどが所属していた。また、北九州高速自動車営業所もかつて西鉄本体の営業所として存在した。両営業所とも西鉄本体の営業所が西鉄高速バスへの分社に伴い廃止され、後年の同社解散に伴い再開設された形となる。ただし、西鉄本体から西鉄高速バスへ管理委託されていた路線に関しては、路線運営と車両の所属先はあくまで西鉄本体であるため、名義上は「福岡高速自動車営業所」「北九州高速自動車営業所」という名称を使用していた。
以下の表に記載する営業所略号は、その漢字1文字または2文字を○の中に記入して車体に表示する（大阪シティバスと同様の方法）。他社への管理委託の営業所は省略する。
現営業所の表記は、公式サイト「会社概要」の記述に基づく（宇美自動車営業所桜ヶ丘車庫、アイランドシティ自動車営業所舞の里車庫、竹下自動車営業所桜並木車庫、土井自動車営業所篠栗車庫、早良自動車営業所金武車庫・四箇田車庫は除く）。

### 自動車事業本部
| 自動車営業所                                             | 営業所略号 | 所在地                         |
| -------------------------------------------------------- | ---------- | ------------------------------ |
| 吉塚自動車営業所                                         | 吉塚       | 福岡市東区馬出1-30-1           |
| 博多自動車営業所                                         | 博         | 福岡市博多区博多駅前1-20-26    |
| アイランドシティ自動車営業所                             | ア         | 福岡市東区香椎照葉5-1-9        |
| アイランドシティ自動車営業所 舞の里車庫                  | ア         | 古賀市舞の里4-28               |
| アイランドシティ自動車営業所 香椎浜車庫                  | ア         | 福岡市東区香椎浜4丁目11番3号   |
| 土井自動車営業所                                         | 土         | 福岡市東区多々良1-53-1         |
| 土井自動車営業所 篠栗車庫                                | 土         | 糟屋郡篠栗町大字篠栗庄田3942-1 |
| 宇美自動車営業所                                         | 宇         | 糟屋郡宇美町宇美6-7-1          |
| 宇美自動車営業所 桜ヶ丘車庫                              | 宇         | 糟屋郡志免町桜ヶ丘4-159        |
| 壱岐自動車営業所                                         | 壱         | 福岡市西区野方1-22-14          |
| 早良自動車営業所                                         | 早         | 福岡市早良区東入部2-1-5        |
| 早良自動車営業所 金武車庫                                | 武         | 福岡市西区室見が丘1-39-1       |
| 早良自動車営業所 四箇田車庫                              | 武         | 福岡市西区四箇田団地8-8        |
| 愛宕浜自動車営業所                                       | 愛         | 福岡市西区愛宕浜3-5027         |
| 百道浜自動車営業所                                       | も         | 福岡市早良区百道浜2-3-33       |
| 片江自動車営業所                                         | 片         | 福岡市城南区片江2-9-48         |
| 桧原自動車営業所                                         | 桧         | 福岡市南区桧原4-8-1            |
| 柏原自動車営業所                                         | 柏         | 福岡市南区柏原6-478            |
| 福岡空港営業所（空港内輸送・自家用白ナンバー車のみ配置） | 空         | 福岡市博多区上臼井528          |
| 那珂川自動車営業所                                       | 那         | 那珂川市道善5-36               |
| 福岡高速自動車営業所                                     | 高         | 福岡市中央区那の津3-8-15       |
| 竹下自動車営業所                                         | 竹         | 福岡市博多区那珂6丁目20-40     |
| 竹下自動車営業所 桜並木車庫                              | 竹         | 福岡市博多区竹丘町3-2-1        |

### 西鉄バス北九州
2008年に有人事業所の名称を再び「自動車営業所」に統一。
| 自動車営業所                  | 営業所略号 | 所在地                           |
| ----------------------------- | ---------- | -------------------------------- |
| 小倉自動車営業所              | 小         | 北九州市小倉北区砂津1-1-2        |
| 中谷自動車営業所              | 谷         | 北九州市小倉南区大字高津尾523-1  |
| 弥生が丘自動車営業所          | 弥         | 北九州市小倉南区貫弥生が丘1-11-1 |
| 弥生が丘自動車営業所 行橋車庫 | 行         | 行橋市中央1-12-41                |
| 戸畑自動車営業所              | 戸         | 北九州市戸畑区川代2-1-46         |
| 八幡自動車営業所              | 幡         | 北九州市八幡西区穴生4-11-1       |
| 香月自動車営業所              | 香月       | 北九州市八幡西区香月西3-10-1     |
| 門司自動車営業所              | 門         | 北九州市門司区鳴竹2-17-5         |
| 恒見自動車営業所              | 恒         | 北九州市門司区吉志3-5-1          |
| 北九州高速自動車営業所        | 北高       | 北九州市小倉北区砂津1-1-2        |

### 西鉄バス筑豊
筑豊全域と近接地域を担当。
| 営業所                                  | 営業所略号 | 所在地                   |
| --------------------------------------- | ---------- | ------------------------ |
| 飯塚本社<飯塚第二自動車営業所>          | 飯         | 飯塚市片島2-19-1         |
| 飯塚本社 田川車庫<田川第二自動車営業所> | 田         | 田川市弓削田字秋丸233-3  |
| 直方支社                                | 直         | 直方市頓野字繩手下3891-1 |

### 西鉄バス宗像
| 営業所                         | 営業所略号         | 所在地            |
| ------------------------------ | ------------------ | ----------------- |
| 赤間本社<赤間第二自動車営業所> | 宗・赤（管理委託） | 宗像市陵厳寺4-7-1 |

### 西鉄バス二日市
| 営業所                             | 営業所略号 | 所在地                  |
| ---------------------------------- | ---------- | ----------------------- |
| 月の浦本社<月の浦第二自動車営業所> | 月         | 大野城市大字牛頸2473-12 |
| 原支社<原第二自動車営業所>         | 原         | 筑紫野市大字原836-1     |
| 甘木支社<甘木第二自動車営業所>     | 甘         | 朝倉市菩提寺540-1       |

### 西鉄バス久留米
| 営業所                         | 営業所略号 | 所在地               |
| ------------------------------ | ---------- | -------------------- |
| 御井町支社                     | 御         | 久留米市御井町2291-1 |
| 京町支社<京町第二自動車営業所> | 京         | 久留米市荘島町1-4    |
| 京町支社 筑後車庫              | 筑後       | 筑後市大字尾島191    |
| 吉井支社                       | 吉         | うきは市吉井町板橋33 |
| 八女支社                       | 八         | 八女市大字馬場345-2  |
| 大川支社                       | 川         | 大川市向島2136-1     |

### 西鉄バス大牟田
| 営業所     | 営業所略号 | 所在地           |
| ---------- | ---------- | ---------------- |
| 大牟田本社 | 牟         | 大牟田市白金町63 |

### 西鉄バス佐賀
| 営業所                         | 営業所略号 | 所在地               |
| ------------------------------ | ---------- | -------------------- |
| 佐賀本社<佐賀第二自動車営業所> | 佐         | 佐賀市駅前中央3-3-10 |
| 鳥栖支社                       | 鳥         | 鳥栖市元町1303-1     |

### 西鉄観光バス
西鉄観光バスでは営業所表記を車両に記入していない。
| 支社       | 所在地                     |
| ---------- | -------------------------- |
| 福岡支社   | 福岡市中央区那の津3-8-15   |
| 北九州支社 | 北九州市小倉北区青葉1-2-32 |

### 日田バス
日田バスは分離子会社ではなく、本項の対象外であるが、2016年11月1日より一般路線の管理受託運行を開始したため、ここに記載する。
| 営業所                           | 営業所略号       | 所在地               |
| -------------------------------- | ---------------- | -------------------- |
| 杷木営業区<杷木第二自動車営業所> | 杷［黒色で表記］ | 朝倉市杷木池田534番2 |

### 廃止された営業所
福岡地区
- 藤崎自動車営業所
- 西新自動車営業所城西営業区　→城西自動車営業所（城）
  - 跡地は西鉄ストアレガネット城西となっている。
- 西電車営業所（福岡市内線）→今川自動車営業所 →福岡貸切営業所 →西鉄観光バス福岡中央支社
  - 跡地はマンションとなっている。
- 西新自動車営業所（西）→現・百道浜営業所
  - 跡地はマンションや定期券売り場となっている。
- 西新自動車営業所貝塚営業区（貝）
- 姪浜自動車営業所（姪）
  - 現在はマンションになっている。
- 今川自動車営業所東営業区→今川自動車営業所吉塚営業区→東自動車営業所（東）→現・吉塚営業所
  - 跡地はマンションになっている。
- 高宮自動車営業所（高）→桧原自動車営業所高宮営業区
  - 跡地はサニー那の川店となっている。
- 桧原自動車営業所長住営業区（長）
  - 跡地は西鉄ストアダイクス長住店を経て西鉄ストアレガネット南長住となっている。
- 飯倉自動車営業所（倉）
  - 跡地は西鉄ストアダイクス飯倉店を経て西鉄ストアレガネット飯倉となっている。
- 和白自動車営業所（和）→移転し 新宮自動車営業所（新）→香椎浜と統合の上アイランドシティに移転
  - 和白自動車営業所の跡地はマンションになっている。
  - 新宮自動車営業所跡地は中古自動車販売店となっている。
- 土井自動車営業所香椎車庫→和白自動車営業所香椎浜営業区→香椎浜自動車営業所（香）→営業所機能は新宮と統合の上アイランドシティに移転、跡地は香椎浜車庫として存続
- 飯倉自動車営業所四箇田営業区→四箇田自動車営業所（箇）→金武に統合→早良営に統合。現早良自動車営業所四箇田車庫
- 四箇田自動車営業所金武車庫→金武自動車営業所→現・早良自動車営業所金武車庫
- 万町営業区（旧本社屋）→博多自動車営業所中央営業区→中央自動車営業所（央）
  - 跡地はマンションや駐車場になっている。
- 雑餉隈自動車営業所（雑）→移転し、現・竹下営業所（竹）、跡地は雑餉隈車庫として存続
- 雑餉隈営業所平野台車庫→平野台自動車営業所（平）→移転し現・月の浦営業所
- 和白自動車営業所西戸崎車庫
- 福岡貸切自動車営業所・貸切自動車営業所ライトバス営業区
- 福岡貸切自動車営業所博多駅前営業区→博多自動車営業所博多駅前営業区→千代自動車営業所（千）→博多自動車営業所に統合
- 脇山自動車営業所（脇）→早良自動車営業所に統合

北九州地区
- 中津自動車営業所（中）
- 曽根自動車営業所（曽）→弥生が丘自動車営業所に移転
- 小倉自動車営業所北方営業区→北方自動車営業所（北）
- 製鉄構内自動車営業所（構）
- 板櫃自動車営業所→到津自動車営業所（到）→北九州貸切自動車営業所
- 遊園前自動車営業所（遊）→現・西鉄ストア
- 小嶺自動車営業所（嶺）→香月自動車営業所小嶺営業区→小嶺自動車営業所（嶺）→営業所機能は香月に統合、跡地は小嶺車庫
- 八幡自動車営業所芦屋車庫→芦屋自動車営業所→玄海交通芦屋支社→西鉄バス宗像芦屋支社 →八幡自動車営業所芦屋営業区（幡）→（芦）→（幡）
- 八幡自動車営業所中間車庫→直方交通中間支社・中間第二自動車営業所（幡）→（間）※則松循環線のみ西鉄が運行。中間線他は直方交通運行。
- 曽根自動車営業所湯川車庫→湯川自動車営業所（湯）→戸畑営業所蜷田車庫→蜷田自動車営業所（蜷）
- 浅野自動車営業所（浅）→青葉自動車営業所（青）

筑豊地区
- 直方自動車営業所西尾営業区
- 伊田自動車営業所（伊）→添田交通伊田支社→西鉄バス筑豊伊田支社→西鉄筑豊自営と統合し西鉄バス筑豊田川支社
- 添田自動車営業所（伊）→添田交通本社→西鉄バス筑豊添田支社
- 山田自動車営業所（山）→嘉穂交通山田支社→大隈に統合
- 正式名称不明 →嘉穂交通本社 →嘉穂交通筑穂町車庫

筑後地区（佐賀・熊本地区を含む）
- 御井町自動車営業所→久留米自動車営業所→南筑交通久留米支社→西鉄バス久留米・本社→西鉄バス久留米・御井町支社（久）（御）
- 久留米自動車営業所縄手車庫（縄）→久留米自動車営業所京町営業区→京町自動車営業所（久）→現・西鉄バス久留米京町支社（京）
- 杷木自動車営業所（杷）→両筑交通杷木支社 →西鉄バス両筑杷木支社→杷木発着所（営業所機能なし）→現・日田バス杷木営業区（発着所機能は存続）
- 田主丸自動車営業所→吉井自動車営業所上原車庫・両筑交通田主丸支社→現・上原停留所（待機場機能は存続）
- 山鹿自動車営業所
- 大牟田自動車営業所上内営業区（上）→大牟田交通→西鉄大牟田自動車営業所内へ移転→現・西鉄バス大牟田本社
- 荒尾自動車営業所（荒）→西鉄荒尾自動車営業所→西鉄バス大牟田荒尾支社→西鉄バス大牟田本社に統合後ドラックストア・モリに転換されている。
- 京町自動車営業所船小屋車庫（舟）→筑後自動車営業所（筑後）→筑後第二自動車営業所・南筑交通船小屋車庫→現・西鉄バス久留米京町支社筑後車庫
- 佐賀自動車営業所目達原車庫→西鉄観光久留米佐賀車庫→現・目達原停留所

### 営業所表示ステッカー

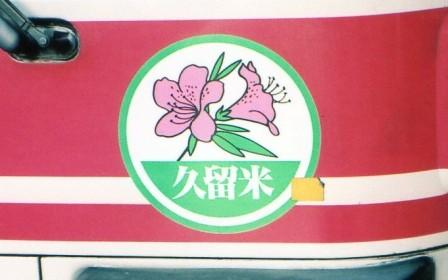
久留米営業所・ツツジが描かれている

1980年代半ばから1990年代までは、車両の前面や側面に所属営業所を示すイラスト入りのステッカーを貼っていたことがある。ステッカーは営業所の担当路線沿線の名物が主に描かれ、その中身は自然の風景や動植物イラストなど、多岐にわたっていた。その後、バスカードが利用できることを示すステッカーが貼られ、入れ替わりに営業所表示ステッカーは削除された。
なお、比較的近年に開設された百道浜自動車営業所などにはステッカーそのものが存在しない。
ステッカーのあった営業所と描かれていたイラスト
（営業所名は当時）
| 自動車営業所 | 図柄                             | 詳細・由来                             |
| ------------ | -------------------------------- | -------------------------------------- |
| 博多         | 提灯を抱く法被の子供             | 法被は博多祇園山笠の衣装。             |
| 中央         | 槍を持つ母里太兵衛               | 福岡城城主黒田氏の家臣で、槍術の名手。 |
| 雑餉隈       | クマ                             | 「雑餉隈」という地名から「くま」。     |
| 和白         | 志賀島で出土した金印と数字の3    | 漢委奴国王印、国道3号線。              |
| 香椎浜       | 志賀島とカモメ                   | 博多湾の風景を描いている。             |
| 遊園前       | 到津遊園のライオン               |                                        |
| 小倉         | 太鼓を叩く男性とひまわりの縁取り | 小倉祇園太鼓と、北九州市花。           |
| 戸畑         | 提灯飾りとひまわりの縁取り       | 戸畑祇園山笠と、北九州市花。           |
| 中谷         | 平尾台のカルスト台地             |                                        |
| 門司         | 関門海峡のフグ                   |                                        |
| 香月         | 藤の花                           | 吉祥寺藤まつり                         |
| 二日市       | 梅の花                           | 太宰府天満宮の飛梅伝説による。         |
| 甘木         | 朝倉三連水車                     |                                        |
| 平野台       | キキョウ                         | 大野城市花                             |
| 久留米       | ピンクのツツジ                   | 久留米市花                             |
| 京町         | JR久留米駅のクジャク             |                                        |
| 吉井         | 白壁の町並み、柿、ぶどう         | いずれも旧吉井町の名物。               |
| 八女         | 茶畑と茶摘みの女性               | 八女市の名産品、八女茶による。         |
| 佐賀         | 空に浮かぶ熱気球                 | バルーンフェスタ                       |
| 飯塚         | コスモス                         | 飯塚市花                               |
| 直方         | 水仙                             | 直方市花                               |
| 後藤寺       | 赤いツツジ                       | 田川市花                               |
| 大隈         | 菊                               | 旧碓井町花                             |
| 山田         | サルビア                         | 旧山田市花                             |
| 大牟田       | ツバキ                           | 大牟田市花                             |

## 運賃・乗車券類

### 乗継割引制度
ICカードnimocaで運賃を支払い、同一バス停において60分以内にバスを乗り継ぐ場合に、運賃の割引が行われる。
2000年8月1日にバスカード・よかネットカードを対象として導入されたが、nimoca導入に伴い、導入完了営業所からnimocaも順次対象となった。2010年3月31日をもってバスカード・よかネットカードの利用が終了したことから、現在はnimocaのみが対象である。
なお、乗り継ぎ割引制度導入と前後して、多くの長距離路線で系統分割が実施された。
条件
- nimocaを使用する。相互利用先のSUGOCA・はやかけん・Suicaなどは対象とならない。
- 乗り継ぎ前後で同じカードを使用し、乗り継ぎ先での乗車時にカードリーダーにタッチしている必要がある。乗り継ぎ先での乗車時にタッチしていない場合は対象とならない。
- 乗り継ぎ前の停留所と乗り継ぎ後の停留所が同じである必要がある。ただし、バス停が異なっていても、乗り継ぎ前後のバス停が同じエリアに属していれば対象となる（博多駅地区・天神地区・渡辺通一丁目地区など）。なお、エリアに関する情報は公開されていない。
  - 例：博多駅三井ビル前から博多駅シティ銀行前への乗り継ぎ、渡辺通一丁目電気ビル共創館前から渡辺通一丁目サンセルコ前への乗り継ぎ、飯塚バスターミナルから飯塚・あいタウン前への乗り継ぎ、同じエリアでバス停名称が異なる森林都市から自由ヶ丘一丁目への乗り継ぎ、賀茂一丁目から星の原団地への乗り継ぎが対象となる。
- 乗り継ぎ先が同じ路線でも対象となる。バス停A→バス停B→バス停Aのように単純に往復する場合、途中下車の形になる場合でも対象となる。
- 急行・特急・高速バスでも適用されるが、臨時便しか運行されない路線では一部適用されない場合もある。
- 西鉄グループが運行しnimocaの利用が可能なコミュニティバスであっても、コミュニティバス同士の乗り継ぎや、コミュニティバスと西鉄一般路線バスとの乗り継ぎには適用されない。
- 西鉄電車との乗り継ぎには適用されない。

割引額
- 1回あたり最大90円（乗り継ぎ前と後の区間運賃の安い方が190円以上の場合は90円、190円未満の場合は乗り継ぎ前と後の区間運賃の安い方から100円を引いた額）が割り引かれる。小児運賃、障がい者割引運賃が適用される場合は割引額も半額となる。
- 複数回乗り継ぐときには乗り継ぎ割引適用前の運賃を計算に使用する。
  - 例：停留所1→（190円）→停留所2→（170円から70円割引）→停留所3→（180円から70円割引）→停留所4
- なお、1999年4月1日から2021年6月30日まで存在した運賃100円の区間については、乗り継ぐ前か乗り継いだ後の少なくとも一方の利用区間の運賃が100円である場合、乗り継ぎ割引の対象となっていなかった。

### 福祉割引制度
| 対象                             | 種類                                           | 種別   | 区分 | 条件   | 条件   | 割引率 | 普通券 | 定期券 |
| -------------------------------- | ---------------------------------------------- | ------ | ---- | ------ | ------ | ------ | ------ | ------ |
| 身体障害者 知的障害者 精神障害者 | 身体障害者手帳 療育手帳 精神障害者保健福祉手帳 | 第一種 | 大人 | 単独   | 単独   | 5割引  | 〇     | 〇     |
| 身体障害者 知的障害者 精神障害者 | 身体障害者手帳 療育手帳 精神障害者保健福祉手帳 | 第一種 | 大人 | 介護付 | 本人   | 5割引  | 〇     | 〇     |
| 身体障害者 知的障害者 精神障害者 | 身体障害者手帳 療育手帳 精神障害者保健福祉手帳 | 第一種 | 大人 | 介護付 | 介護者 | 5割引  | 〇     | 〇     |
| 身体障害者 知的障害者 精神障害者 | 身体障害者手帳 療育手帳 精神障害者保健福祉手帳 | 第一種 | 小児 | 単独   | 単独   | 5割引  | 〇     | -      |
| 身体障害者 知的障害者 精神障害者 | 身体障害者手帳 療育手帳 精神障害者保健福祉手帳 | 第一種 | 小児 | 介護付 | 小学生 | 5割引  | 〇     | ×      |
| 身体障害者 知的障害者 精神障害者 | 身体障害者手帳 療育手帳 精神障害者保健福祉手帳 | 第一種 | 小児 | 介護付 | 介護者 | 5割引  | 〇     | 〇     |
| 身体障害者 知的障害者 精神障害者 | 身体障害者手帳 療育手帳 精神障害者保健福祉手帳 | 第二種 | 大人 | 単独   | 単独   | 5割引  | 〇     | 〇     |
| 身体障害者 知的障害者 精神障害者 | 身体障害者手帳 療育手帳 精神障害者保健福祉手帳 | 第二種 | 小児 | 単独   | 単独   | 5割引  | 〇     | -      |
| 身体障害者 知的障害者 精神障害者 | 身体障害者手帳 療育手帳 精神障害者保健福祉手帳 | 第二種 | 小児 | 介護付 | 小学生 | 5割引  | 〇     | ×      |
| 身体障害者 知的障害者 精神障害者 | 身体障害者手帳 療育手帳 精神障害者保健福祉手帳 | 第二種 | 小児 | 介護付 | 介護者 | 5割引  | 〇     | 〇     |

### 企画乗車券

#### 一日乗車券
下記は一日乗車券（指定日当日、もしくは連続した複数の数日間の日数に限り西鉄バスの指定区間が自由に乗降可）
- 福岡市内1日フリー乗車券 - 西鉄路線バスの福岡市内区間全線で乗降可能。同伴者の小児1名が無料。2016年6月1日発売開始。
- 福岡市内6時間 / 24時間フリー乗車券 - 福岡市内1日フリー乗車券のデジタル版。トヨタ自動車のマルチモーダルモビリティサービスである「my route」アプリから購入して使用する。上述の紙版と違い、6時間もしくは24時間と利用時間単位での購入になる。降車前に時間切れになった場合は、その乗車分は無効となり別途乗車バス停から降車バス停までの運賃の支払いが必要。
- 福岡市内＋太宰府ライナーバス「旅人」1日フリー乗車券 - 西鉄路線バスの福岡市内に加え、太宰府ライナーバス「旅人」の福岡市外を含む全線が利用可能。同伴者の小児1名が無料。2016年6月1日発売開始。
- FUKUOKA OPEN TOP BUS乗車券 - FUKUOKA OPEN TOP BUSのうち1コースの全区間が利用可能（その日の同一コースの後発便でも自由に乗降可能）。発売当日は「福岡都心1日フリー乗車券」の範囲の一般路線バスを自由に乗降可（福岡空港での乗降も可能）。
- 北九州都市圏1日フリー乗車券 - 北九州地域5市町内全線[注釈 7]（高速バス・特急バス除く）。同伴者の小児1名が無料。
- 北九州エリア24時間 / 48時間フリー乗車券 - 北九州都市圏1日フリー乗車券のデジタル版。福岡市内6時間 / 24時間フリー乗車券同様「my route」アプリから購入して使用する。制限時間切れの対応に関しては福岡市内6時間 / 24時間フリー乗車券に準ずる。
- FUKUOKA 体験バス TICKET - 飲食・美容・中洲体験等を選べる4枚組のチケット（必要チケット数は体験するプログラムにより異なる）と、西鉄バスの全一般路線連続2日間乗り放題チケット（一部の指定特急・高速バスは通常料金の半額。貸切バス・コミュニティバスは除く）のセット。特定非営利活動法人イデア九州・アジアとの共同企画。2012年4月28日より、体験チケットが2枚になり乗り放題が福岡都市圏内の1日のみ（福岡シティループバス「ぐりーん」含む）、一部の指定特急・高速バス半額を省いた2,500円版が発売されている。従来の5,500円版は継続設定。両版共に同日よりFUKUOKA OPEN TOP BUSがチケットで利用可能になる。2013年4月1日の改定では、5,500円版が発売終了になり、その代わりに体験チケット2枚とFUKUOKA 1DAY PASSがセットになった4,000円版が発売される。2017年現在は、2,570円版のみの発売となっている。
- SUNQパス - 西鉄を含む運営委員会加盟各社のバス路線全路線（一部を除く）が利用可能。西鉄では本州・四国方面の高速バスや一部のコミュニティバスなどを除き全路線で利用可能である。
- FUKUOKA 1DAY PASS - 天神大牟田線（福岡（天神） - 西鉄柳川）、太宰府線、甘木線及び福岡・久留米・佐賀・筑豊地区の西鉄グループバス路線（高速バス・特急バス・一部区間・一部路線・コミュニティバス除く）の利用が可能。

下記は発売終了
- 福岡都心1日フリー乗車券 - 福岡市内特殊区間制運賃適用範囲内[注釈 8]の各停留所相互間。大人1人用620円（他に2人用のペア券、3人用のファミリー券あり）で常時利用可能。2016年9月30日で発売終了。
- ホリデーパス - 土日祝日のみ利用可能な1日フリー乗車券。有効範囲は福岡都心1日フリー乗車券と同じ。510円で利用可能。2016年9月30日で発売終了。
- ぐりーんパス - 福岡都心1日フリー乗車券の有効範囲の一般路線バスのほか、福岡空港・福岡空港前・マリノアシティ福岡・アサヒビール前の各バス停から乗って福岡都心1日フリー乗車券の有効範囲で降りるか、逆に福岡都心1日フリー乗車券の有効範囲から乗って上記各バス停で降りる場合も利用可能。750円[6]。2008年に福岡シティループバス「ぐりーん」運行開始時に700円で発売開始し、2014年9月の同バスの運行終了に伴い一旦発売を終了したが、2015年2月7日より有効区間を追加するなどの変更を行い発売を再開し、韓国内の旅行会社での販売も開始した。2016年9月30日で発売終了。
- ぐりーんパス太宰府 - ぐりーんパスの有効範囲に加え、博多バスターミナル - 太宰府間の太宰府ライナーバス「旅人」に自由に乗降可。ぐりーんパスの発売再開と同時に発売開始された。1,500円。2016年9月30日で発売終了。
- コロプラ☆西鉄バスフリーきっぷ - 2種類あり、「福岡県乗り放題きっぷ」は西鉄バスの福岡県内の一般路線バスと特定の高速バス、北九州エアポートバス、一部の特急バスと福岡シティループバス「ぐりーん」が乗り放題になり、更に位置情報ゲーム「コロニーな生活」で使えるオリジナルの「乗り物コロカ（スマートループ）」がセットになったもの。「福岡都市圏乗り放題きっぷ」は福岡都市圏内の一般路線バス1日フリー乗車券（福岡シティループバス「ぐりーん」含む）にオリジナルの「乗り物コロカ（ぐりーん）」がセットになったもの。価格は福岡県乗り放題が3,000円、福岡都市圏内が1,500円。いずれも有効期間は一日で、2013年4月11日から2014年3月31日までの限定だったが、2014年度も福岡県乗り放題が3,090円、福岡都市圏内が1,540円で継続設定されている。2012年度は「コロプラ×西鉄バス 福岡県乗り放題きっぷ」として有効期間は2日間、6,000円で発売されていた[7]。
- 3連休パス - 土・日曜日と祝日が連続する3日間、あるいは3日連続する祝日の期間に利用可能。福岡市内（福岡都心1日フリー乗車券の範囲の内外とも）の一般路線バスを自由に乗降可。2016年度限りで発売終了。
- Nishitetsu Go!Go! - FUKUOKA OPEN TOP BUS乗車券と西鉄シティホテル運営の「ソラリア西鉄ホテル」「西鉄グランドホテル」でのランチもしくはソラリアリゾートシップ「マリエラ」のトワイライトクルーズに利用出来るグルメギフト券がセットになった物。

#### 乗り放題定期券
下記は乗り放題定期券（指定された期間に限り西鉄バスの指定区間が自由に乗降可）
- グランドパス65 - 65歳以上、一般路線全線
- グランドパス75 - 75歳以上、一般路線全線
- 都心フリー定期券 - 北九州市内（小倉都心または黒崎都心）特殊区間制運賃適用範囲内
- エコルカード
  - エコルカード - 学生用、福岡地域5市2郡（福岡市（九州大学伊都地区を除く）・春日市・大野城市・太宰府市・筑紫野市・那珂川市・糟屋郡）
  - ワイドエコルカード - 学生用、福岡地域9市3郡（エコルカードの有効範囲に古賀市・福津市・宗像市・朝倉市・朝倉郡・九州大学伊都地区を加えた範囲。以下同じ）
  - 筑豊エコルカード - 学生用、福岡地域9市3郡・筑豊地区
- 得パス - 北九州地域5市町村（北九州市・中間市・芦屋町・行橋市・苅田町）
- ひるパス - 福岡地域5市2郡、10時から17時まで
- ふくとくパス - 福岡地域5市2郡
- ホリデーアクトパス - 土日祝日のみ、一般路線全線

下記は発売終了
- 100円エリアフリー定期券 - 福岡都心100円区間内　2021年6月30日、翌日の100円運賃の改定に合わせて販売終了となった。
- ひるパスロング - 福岡地域9市3郡、10時から23時まで　2021年6月30日に販売終了　併せて、ひるパス・ひるパスロングのポイントサービスも終了となった。
- 福岡都心ダブルパス - 西鉄天神大牟田線の福岡（天神） - 高宮間と福岡都心フリーエリア内での一般路線バス全線が乗り放題の定期券。通常の定期（福岡（天神） - 高宮間の普通定期とバス都心フリー定期券）に比べて約24 - 25%割安になる。当初は2014年3月31日までの限定発売だった[8]が、2年延長されている[9]。2023年現在、2023年3月31日まで発売期間が延長されている。
- 都心フリー定期券 - 福岡市内特殊区間制運賃適用範囲内
- おひるのグランドパス65 - 65歳以上、10:00から17:00までの間の一般路線全線。利用可能時間以外はグランドパス65と同じ仕様。

## サービス
「にしてつ時刻表」（PC版・携帯版）では、バス接近案内サービス「にしてつバスナビ」を行っている。天神郵便局前・蔵本・薬院駅・香椎参道・みどりが丘団地入口・六本松など一部のバス停には、にしてつバスナビの状況を表示するモニターが設置されている。またこれとは別に、テレビ西日本が西鉄からの情報提供を受け、地上デジタル放送でブロードバンドサービス「バスナビTV」を放映している。

## 経営合理化策
1988年以降、西鉄のバス事業は赤字基調で推移しており、鉄道事業の営業利益で穴埋めすることで運輸部門全体として黒字を確保してきた。しかしその後、モータリゼーションのさらなる進行、原油価格の高騰、リーマン・ショックによる世界不況の影響などで赤字路線バスの維持が困難となった。
また、2009年に行われた高速道路のETC割引制度によってバス事業の中で堅調な収益を確保してきた高速バスの業績が著しく低下した。そのため、2009年9月28日のダイヤ改正を皮切りに、順次、減便・路線廃止が相次いでいる。さらに2010年度には、バス事業の大幅縮小、一般路線の廃止・減便の実施、運転士の採用停止、バス車両の譲渡・廃車、営業所の削減を行うとしている。この現象は、当初は福岡都心部を管轄する西鉄本体で顕著であったが、2010年度からはグループ会社でも合理化に踏み切ることとなる。
2010年1月19日のプレス発表によると、2010年3月1日に高速3路線の廃止と9路線の減便、3月27日に一般48路線の減便、4月1日には2008年度中に自治体に申し入れた一般3路線の廃止と12路線の一部廃止を実施し、秋以降他の39路線についても、自治体の同意を得た上で廃止するとしている。更には、これまで実施してきた「駅から・駅まで100円バス」のうち井尻駅・西鉄二日市駅・西鉄久留米駅・姪浜駅分を2010年3月27日で終了した。報道記者への会見で西鉄幹部は、一連の合理化によって鉄道部門などの黒字に頼る体質を改め、3年後にはバス部門の単独黒字化を目指すとした。
また2009年秋から、不要になった方向幕や旧社章などのバス車両部品をバスファン向けに販売するイベントを自動車営業所などで実施し、わずかながらも収益を得るようにしている。
しかしながら、2019年末から流行している新型コロナウイルス感染症の影響でバス事業の利用は大幅に減少しており、西鉄は収支改善策の一つとして、2021年7月1日に商品・サービスの改廃を実施した。100円運賃サービスや1日フリー乗車券、ひるパスなどが対象。「福岡都心100円エリア」及び「駅から・駅まで100円バス」は150円に値上げし、名称も「福岡都心150円均一運賃エリア」「駅から・駅まで150円均一運賃エリア」へと改称した。また、1日フリー乗車券などの価格改定、ひるパスの販売終了なども行われた。
同時に新サービスとして、グランドパス65の昼間時間帯の割引率を高めた「おひるのグランドパス65」を発売した（2021年6月1日販売開始、7月1日利用開始）。また、2021年7月1日から2022年3月31日まで試行期間として「おとなりポイント」を開始した。「おとなりポイント」は、福岡都心フリーエリア内で1バス停間のバス利用に対してnimocaポイント50ポイントを後日付与するサービス。2バス停間以上の利用・降車できない区間があり普通系統以外の場合、1バス停間利用でも都市高速を経由する場合などはポイントは付与されない。

### 事故多発問題
2001年には西鉄バスによる事故が多発し、バス側に責任がある事故は同年1月から7月まで80件弱、重大事故も7月12日の時点で12件に達した。このため同年7月13日には九州運輸局から指導を受けた。後の調査により事故多発の背景には、合理化による若手へのシフトや運転士の過労があることが判明した。こうした状況を受け、西鉄バスはOB運転士の採用や、深夜・早朝・臨時便を中心とした本数削減を実施した。

## 主な路線
詳細は各営業所記事（各リンク先）を参照。

## 高速バス路線
以下は現行路線。
- 担当営業所・共同運行会社欄の※印は西鉄グループが予約発券・運行支援を行っているが運行はしていない（いずれも過去には運行していたが、後に撤退した）路線
- 昼行路線福岡県内路線の運行区間は主要停留所のみ記載
- 担当営業所は以下に示す。

【博】博多営業所　【高】福岡高速営業所　【北高】北九州高速営業所　【行】行橋営業所　
【幡】八幡営業所　【直】直方営業所　【京】京町第二営業所　【佐】佐賀営業所
【日】日田第二営業所（日田バス管理委託）　【亀】亀の井バス管理委託　【北タ】北九西鉄タクシー
| 愛称                     | 担当営業所 共同運行会社                                  | 運行区間 |
| 夜行路線                 | 夜行路線                                                 | 夜行路線 |
| ------------------------ | -------------------------------------------------------- | --- |
| はかた号                 | 【博】 （単独運行）                                      | 博多BT - 天神高速BT - 黒崎インター引野口 - 砂津 - 小倉駅前 - バスタ新宿 |
| どんたく号               | 【博】 名鉄バス                                          | 博多BT - 天神高速BT - 若宮IC - 直方PA - 砂津 - 小倉駅前 - 栄BT - 名鉄BC |
| ペガサス号               | ※ 両備バス 下津井電鉄                                    | 博多BT - 天神高速BT - 引野口 - 砂津 - 小倉駅前 - 倉敷駅北口 - 岡山駅西口 |
| さぬきエクスプレス福岡号 | ※ 四国高速バス                                           | 天神高速BT - 博多BT - 小倉駅前 - 坂出駅 - 丸亀駅 - 善通寺インターBT - 高速丸亀 - 高松中央インターBT - ゆめタウン高松 - 高松駅高速BT |
| 道後エクスプレスふくおか | ※ 伊予鉄バス 伊予鉄南予バス 瀬戸内運輸                   | 天神高速BT - 博多BT - 小倉駅前 - 今治駅 - 今治桟橋 - 川内IC - 松山インター口 - 余戸南インター - 大街道 - 松山市駅 - 松山室町営業所 |
| 昼行（福岡県外路線）     |                                                          | |
| フェニックス号           | 【高】 宮崎交通 JR九州バス 九州産交バス                  | 天神高速BT - 博多BT - 高速基山 - 久留米IC★ - 八女IC★ - 八代IC★ - 人吉IC - えびのIC★ - 小林IC - 都城北 - 宮交シティ - 宮崎駅 ※★印は各停便のみが停車（速達便「スーパーフェニックス」は通過） |
| ごかせ号                 | 【博】 宮崎交通                                          | 天神高速BT - 博多BT - 福岡空港国際線 - 高速基山 - 久留米IC - 八女IC - 山都町 - 五ヶ瀬町役場 - 高千穂バスセンター - 青雲橋 - 早日渡 - 延岡駅 |
| 桜島号                   | 【高】 南国交通 鹿児島交通 鹿児島交通観光バス JR九州バス | 天神高速BT - 博多BT - 筑紫野★ - 高速基山 - 久留米IC★ - 八女IC★ - 鹿児島空港南 - 【鹿児島空港】 - 帖佐★ - 高速伊敷★ - 鹿児島中央駅（南国バスターミナル） - 天文館 - 鹿児島本港（高速船ターミナル） ※★印は各停便のみが停車（ノンストップ便は通過） 鹿児島空港は一部便のみ経由 |
| とよのくに号             | 【高】 大分バス 大分交通 【亀】 亀の井バス               | （大分行「スーパーノンストップ」） 博多BT - 天神高速BT - 福岡空港国際線★ - 高速基山 - 高速日田 - 椎迫 - 要町（大分駅） - 大分（中央通り） - 大分新川 ※★印は一部便のみが停車 （別府行「ノンストップ」） 博多BT - 天神高速BT - 福岡空港国際線 - 高速基山 - 高速別府APU前 - 別府自衛隊前 - 鉄輪口 - 横断道路観光港入口 - 別府北浜 |
| ゆふいん号               | 【高】 日田バス 亀の井バス                               | 博多BT☆ - 天神高速BT☆ - 福岡空港国際線☆ - 筑紫野 - 高速基山☆ - 高速日田 - 高速天瀬高塚 - 玖珠IC - 九重IC - 道の駅ゆふいん - 由布院駅前バスセンター☆ ※☆印はノンストップ便も停車 |
| ひた号                   | 【日】 日田バス                                          | 博多BT☆ - 天神高速BT☆ - （福岡空港国内線） - 筑紫野 - 高速基山☆ - 高速小郡大板井 - 高速大刀洗 - 高速甘木 - 朝倉IC - 杷木☆ - 日田インター口☆ - 昭和学園前☆ - 城内・豆田入口☆ - 市役所前☆ - 田島1丁目☆ - 日田BT☆ - 日田営業所☆ ※1．☆印はノンストップ便も停車 ※2．一部天神高速BT発着便あり（博多BTへはいかない） ※3．福岡空港経由便は天神高速BT非経由 |
| 福岡 - 黒川温泉線        | ※ 日田バス 九州産交バス                                  | 天神高速BT - 博多BT - 福岡空港国際線 - 高速基山 - 日田BT - 杖立温泉 - ゆうステーション - 南小国町役場前 - 満願寺入口 - バイパス田の原 - 黒川温泉 - 瀬の本レストハウス |
| ひのくに号               | 【高】 九州産交バス                                      | （熊本系統「スーパーノンストップ」） 天神高速BT - 博多BT - 西合志 - 武蔵ヶ丘 - 益城インター口 - 自衛隊前 - 熊本県庁前 - 水前寺公園前 - 味噌天神 - 通町筋 - 桜町BT - 熊本駅 ※一部桜町BT発着便あり （光の森系統「スーパーノンストップ」） 天神高速BT - 博多BT - 御代志 - ゆめタウン光の森 - 光の森産交 ※光の森系統は九州産交の単独運行（西鉄では運行せず運行支援のみ） （植木IC経由） 天神高速BT - 博多BT - 筑紫野 - 高速基山 - 広川 - 八女IC - 菊水IC - 植木IC - 西合志 - 武蔵ヶ丘 - 松の本 - 西原 - 帯山中学校前 - 熊本県庁前 - 水前寺公園前 - 味噌天神 - 通町筋 - 桜町BT （各停福岡空港発着便） 福岡空港国内線 → 福岡空港国際線 → 筑紫野 - ＜この区間は上述の植木IC経由便の経路に準じ、高速道路上は全ての停留所に停車＞ - 桜町BT ※空港行は筑紫野 → 福岡空港国内線 → 福岡空港国際線の順に停車 |
| 福岡 - 佐賀線            | 【博】【佐】 （単独運行）                                | （わかくす号） 天神高速BT - 高速基山 - 高速鳥栖神辺 - 高速中原 - 高速神埼 - 高速金立 - 高志館高校前 - アルタ高木瀬店前 - 館橋 - SAGAサンライズパーク北 - SAGAサンライズパーク（市文化会館） - 商業校門前 - 佐賀駅バスセンター - 佐賀第二合同庁舎 （福岡空港発着便（大和IC経由）） 福岡空港国内線 - 福岡空港国際線 - 筑紫野 - 高速基山 - ＜この区間は上述のわかくす号の停車箇所と同じ＞ - 佐賀第二合同庁舎 ※空港行は筑紫野 → 福岡空港国内線 → 福岡空港国際線の順に停車 （福岡空港発着便（吉野ヶ里経由）） 福岡空港国内線 - 福岡空港国際線 - 筑紫野 - 高速基山 - 高速鳥栖神辺 - 高速中原 - 東背振庁舎前 - 横田 - 鳥ノ隈南 - 吉野ヶ里歴史公園前 - 田手・吉野ヶ里歴史公園南 - 神埼駅通り - 神埼市役所前 - 神埼協和町 - 佐賀駅バスセンター - 佐賀第二合同庁舎 ※空港行は筑紫野 → 福岡空港国内線 → 福岡空港国際線の順に停車 （佐賀空港 - 福岡線） 佐賀空港 - 高速基山 - 博多BT - 天神高速BT （福岡 - 鳥栖プレミアムアウトレット線） 天神高速BT - 鳥栖プレミアム・アウトレット（直行） |
| させぼ号                 | 【博】 西肥自動車                                        | 博多BT - 天神高速BT - 福岡空港国際線★ - 筑紫野 - 高速基山 - 波佐見有田IC★ - 卸本町入口☆ - 佐世保BC - 京町 - 島瀬町 - 松浦町国際通り - 佐々BC ※1. ★印は各停便のみ、☆印は各停・ノンストップ便のみが停車 ※2. 佐世保BC - 佐々BC間は一部便のみが停車（他は佐世保BC止め） |
| 福岡 - ハウステンボス線  | 【博】 西肥自動車                                        | 天神高速BT - 博多BT - 福岡空港国際線 - 高速基山 - ハウステンボス |
| 島原号                   | 【博】 島原鉄道                                          | 博多BT - 天神高速BT - 高速基山 - 諫早TM - 本諫早駅 - 川端 - 多比良駅前 - 島原駅前 - 島原港 |
| 出島号                   | ※ 長崎県交通局                                           | 砂津 - 小倉駅前 - 平和通り - 三萩野 - 黒崎インター引野口 - 千代NT - 直方PA - 若宮IC - 高速基山 - 高速神埼 - 松原 - 大村IC - 大村木場 - 諫早IC - バイパス多良見 - 昭和町 - 原爆資料館 - 長崎駅前 |
| ふくふく号               | 【博】 サンデン交通                                      | 博多BT - 天神高速BT - 中洲 - 蔵本 - 宝蔵寺 - 東駅 - 唐戸 - 下関駅 ※一部便は天神高速BT発着 |
| 萩・長門おとずれ号       | 【博】 防長交通                                          | 博多BT - 天神高速BT - 長門湯本温泉 - 長門市役所前 - 長門市駅 - センザキッチン - 萩BC - 萩明倫センター |
| 昼行（福岡県内路線）     |                                                          | |
| 福岡 - 北九州線          | 【博】 【北高】                                          | （なかたに号） 天神高速BT - 若宮IC - 直方PA - 中谷 - 徳力公団前駅 - 北九州大学・競馬場前 - 三萩野 - 小倉駅前 - 砂津 （ひきの号） 天神高速BT - 若宮IC - 直方PA - 千代NT - 黒崎インター引野口 - 三萩野 - 小倉駅前 - 砂津 （いとうづ号） 天神高速BT - ＜この区間はひきの号に同じ＞ - 黒崎インター引野口 - 高速皿倉山ケーブル - 到津の森公園 - 歯大前 - 西小倉駅前 - 魚町 - 小倉駅前 - 砂津 |
| 福岡 - 行橋線            | 【行】                                                   | 天神高速BT - 若宮IC - 直方PA - 小倉東IC - バイパス津田 - 苅田駅入口 - 行橋駅東口 - 行橋営業所 |
| 福岡 - 直方線            | 【直】                                                   | 天神高速BT - 若宮IC - 直方PA - 八幡IC - 緑ヶ丘 - 王子団地 - 福智台団地 - 西鉄直方 - 直方 |
| 福岡空港 - 久留米線      | 【京】                                                   | 福岡空港国内線 - 高速基山 - 久留米インター南 - 西鉄久留米 - 市役所前 - JR久留米駅 - 縄手 ※久留米発第1 - 第3便は福岡空港国際線まで延伸 |
| 福岡 - 北九州空港線      | 【北タ】                                                 | 天神BT前 - 博多駅前 - 博多駅筑紫口 - 北九州空港 |
| 北九州エアポートバス     | 【北高】 【幡】                                          | （ノンストップ） 砂津 - 小倉駅前 - 小倉駅新幹線口 - 北九州空港 ※小倉駅新幹線口は空港発のみ停車 （中谷経由） 砂津 - 小倉駅前 - 三萩野 - 北九州大学・競馬場前 - 徳力公団前駅 - 中谷 - 北九州空港 （折尾・黒崎系統） 学研都市ひびきの - 産業医科大学入口 - 折尾駅西口 - 黒崎BC - 黒崎インター引野口 - 千代NT - 八幡IC - 北九州空港 |

## その他路線バス

### 現行路線
- エコルライナー

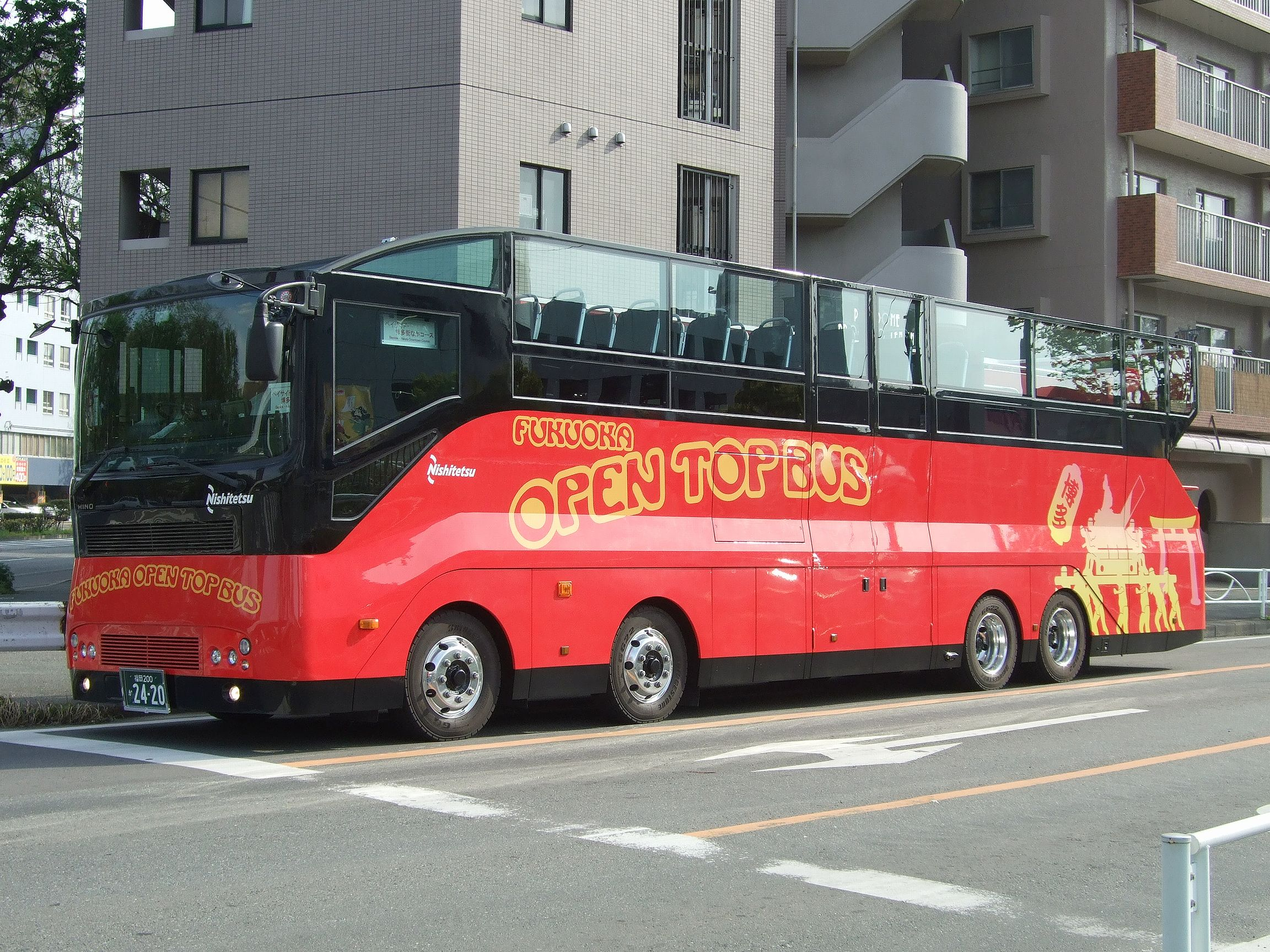
FUKUOKA OPEN TOP BUS
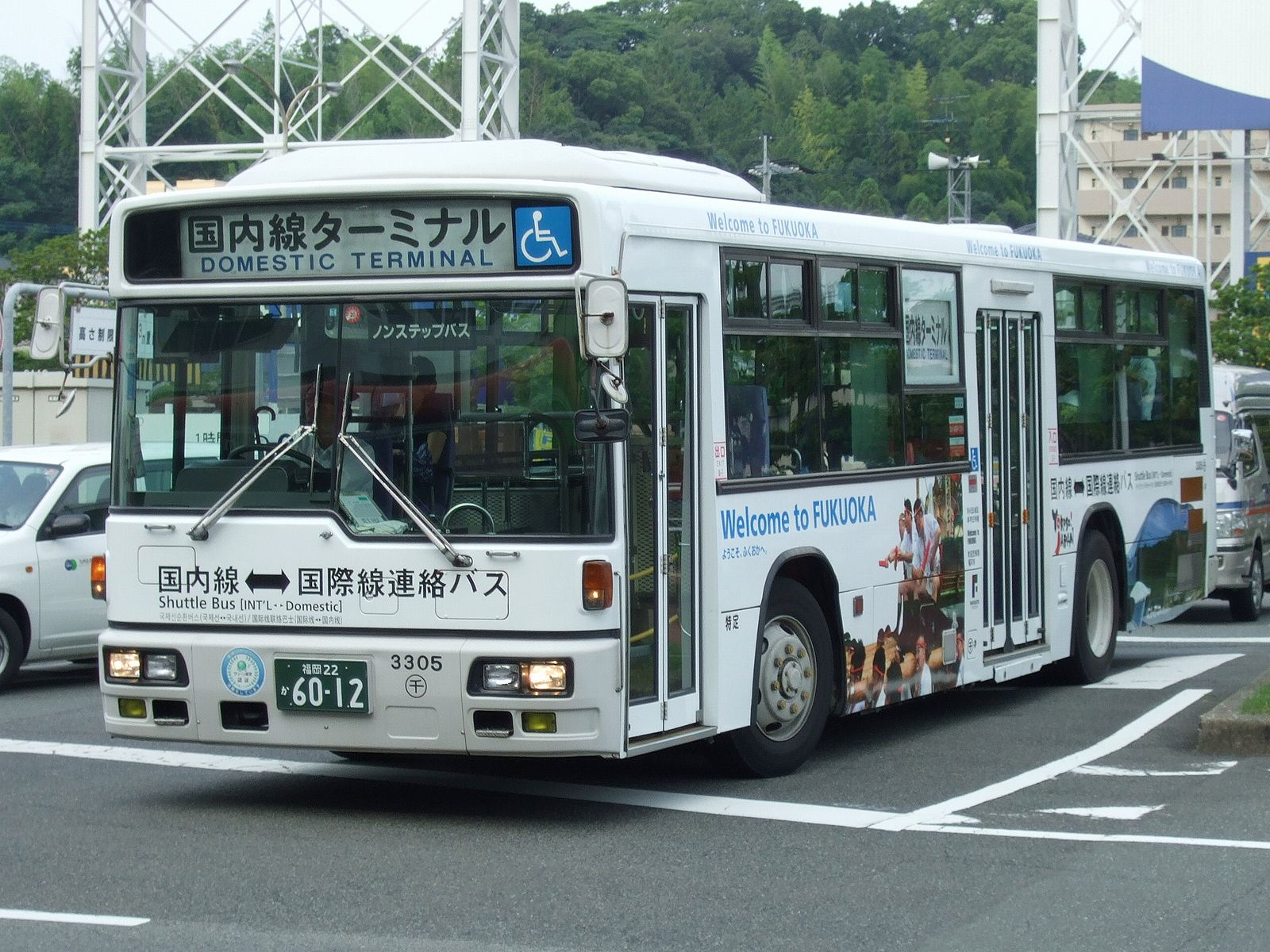
福岡空港国内線⇔国際線連絡バス
- PayPayドーム臨時バス
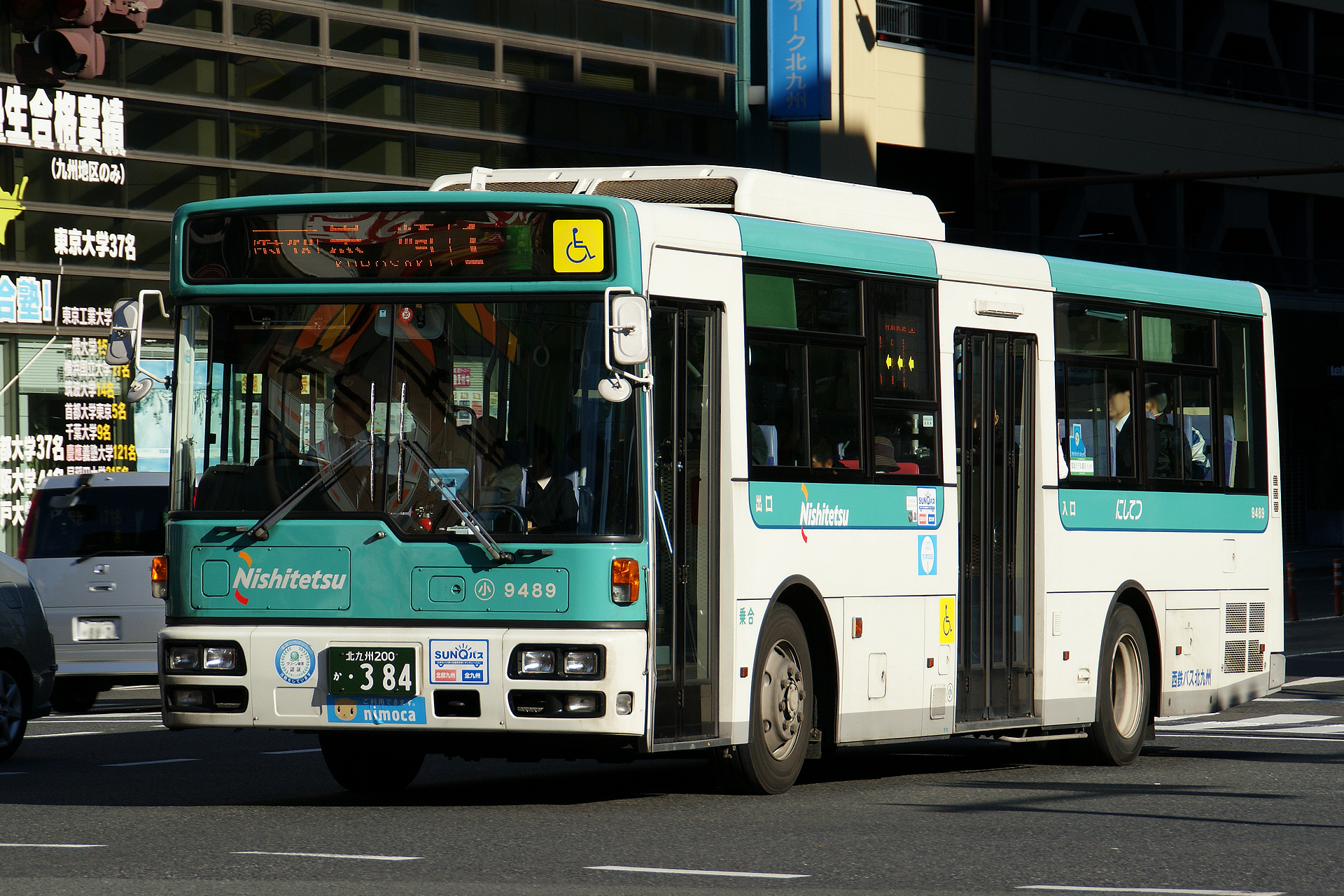
西鉄北九州線 電車代替バス
- 赤間急行線
- 太宰府ライナーバス「旅人」

- FUKUOKA OPEN TOP BUS
- 福岡空港国内線⇔国際線連絡バス
- 西鉄北九州線 電車代替バス

### 過去の路線
- キャナルシティライン（2023年3月まで運行）
- 福岡シティループバス「ぐりーん」（2014年9月まで運行）
- 芦屋急行線（2017年3月まで運行）
- 橋本駅循環ミニバス（2020年5月まで運行）

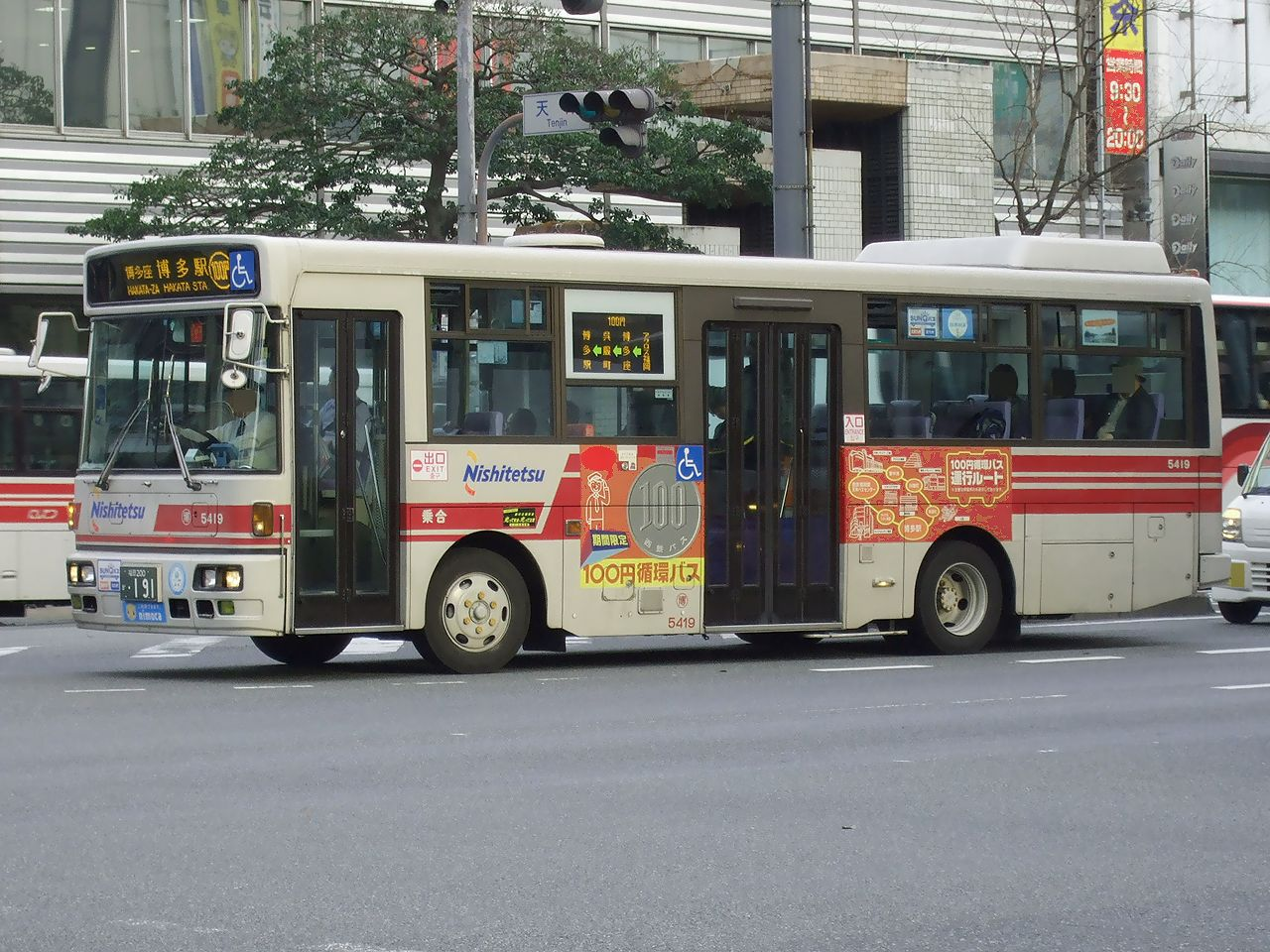
都心循環線（現：キャナルシティライン）
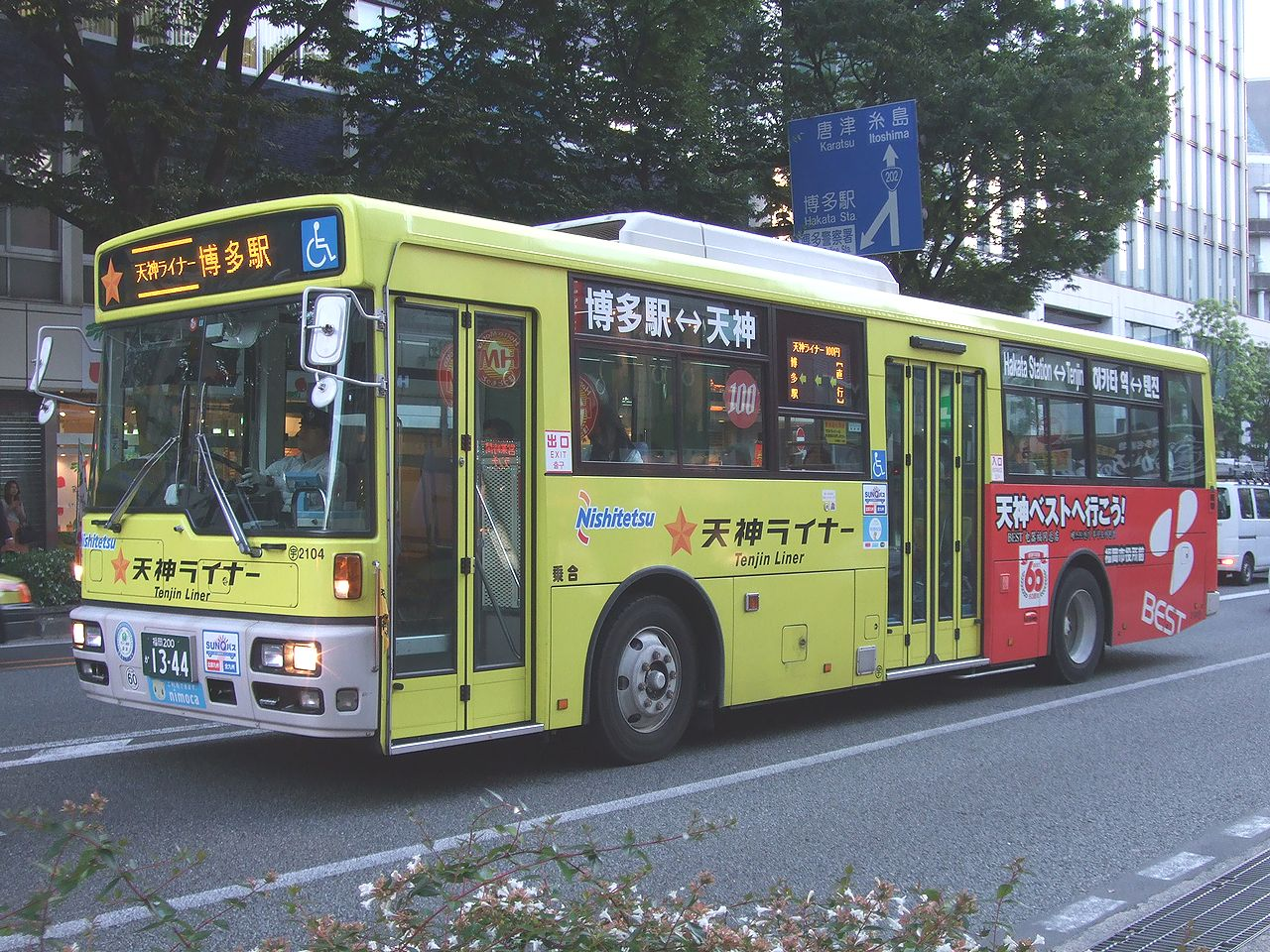
天神ライナー→100円ライナー（現：キャナルシティライン快速便）
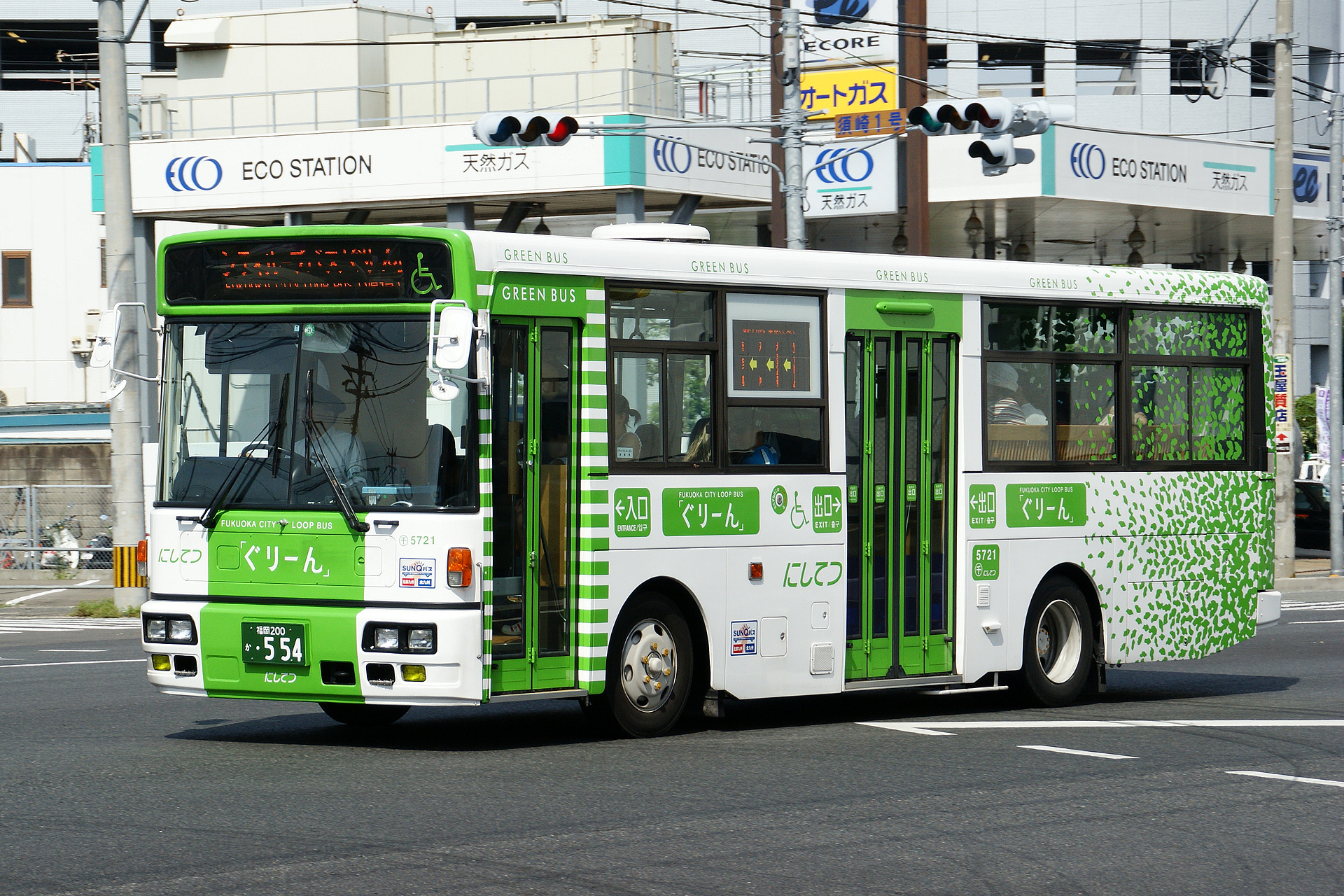
福岡シティループバス「ぐりーん」

### コミュニティバス
以下のコミュニティバスを受託運行している。
- やよい（福岡県春日市）
- まどか号（福岡県大野城市）
- まほろば号（福岡県太宰府市）
- 筑紫野バス（福岡県筑紫野市）
- かわせみバス（福岡県那珂川市）
- ハピネス号（福岡県糟屋郡宇美町）
- ふれあいバス（福岡県宗像市）
- 小郡市コミュニティバス（福岡県小郡市）
- すまいるバス（福岡県鞍手郡鞍手町）

過去に受託運行していたコミュニティバス
- 飯塚市コミュニティバス・飯塚街なか循環バス（福岡県飯塚市）※一部路線
- イコバス（福岡県糟屋郡久山町）
- 岡垣町コミュニティバス（福岡県遠賀郡岡垣町）※一部路線
- みやき町コミュニティバス（佐賀県三養基郡みやき町）
- きやまコミュニティバス（佐賀県三養基郡基山町）※一部路線
- 吉野ヶ里町コミュニティバス（佐賀県神埼郡吉野ヶ里町）※一部路線

### 路線バスの都市高速路線
福岡地区では、都市高速道路である福岡高速道路を経由する一般路線バスを多数運行している。初めて都市高速経由を採用したのは1980年代で、福岡市東区から都市高速道路が開通したのを機に、赤間営業所の路線である赤間急行を皮切りに、和白営業所（現・アイランドシティ営業所）、香椎浜営業所、土井営業所と、東区や宗像市に所在する営業所の一般路線に都市高速経由を運行したのが始まりである。都市高速経由向けに新設された路線以外では、既存の一般道経由の路線に都市高速経由を加え、一般道経由と区別するために都市高速経由は行先番号の後ろにアルファベット表記を採用していた。
福岡市内と市内近郊まで都市高速が開通している現在では、西日本鉄道直営のうち片江営業所を除く全営業所と、西鉄バス宗像、西鉄バス二日市甘木支社が都市高速経由の一般路線を受け持つ。アルファベット表記から3桁の行先番号で都市高速経由を示す路線が増えたが、必ずしもアルファベット表記や3桁の行先番号が全て都市高速経由とは限らない。LED方向表示になってからは行先番号や文字（急行、臨時など）の上・横に「都市高」と表示される。ただし、種別（快速、急行、特快など）がある場合は、種別が優先される。
北九州地区でも北九州高速道路を経由する一般路線バスがある。また、九州大学伊都キャンパス発着のエコルライナー系統は西九州自動車道・福岡前原有料道路を経由する。
車両はETCを装備していること以外では通常の路線バスと変わりはなく、シートベルトも取り付けられていないほか、立席での乗車も可能である。運行速度は車両の仕様上、最高60 km/hとなっている。そのため福岡高速道路2号線・4号線・5号線や福岡前原有料道路今宿IC以東などの最高速度が80 km/hの区間でも60 km/hで運行する。都市高速対応車両には「運行速度60 km/h以下」との丸いステッカーが正面・背面に貼り付けられている。これは、太宰府ライナー「旅人」で使用されている高速車両でも適用されており、一般の高速車両が80 km/hで走行できる区間であっても「旅人」専用車は最高速度60 km/hまでしか走行できない。また、「旅人」で使われている高速用車両には車両の性質上シートベルトが標準装備され着席の場合は着用しなければならないが、満席対応のための補助席が用意されていない代わりに吊り革・手すりが取り付けられており、一般路線車両と同様に立席での乗車も認められている。なお2012年度以降はABSが備え付けられていない車両が都市高速を走ることはなくなった。またETCがなかった時代は回数券を使用していた。
同じ区間を運行する路線でも、経由地によって運賃が異なる場合もある。たとえば、野方 - 天神は橋本を経由する2（2-3）・203・204・208・503・504と拾六町団地を経由する205・505・525番は共に500円だが、宮の前団地を経由する206番・526番は560円となる。

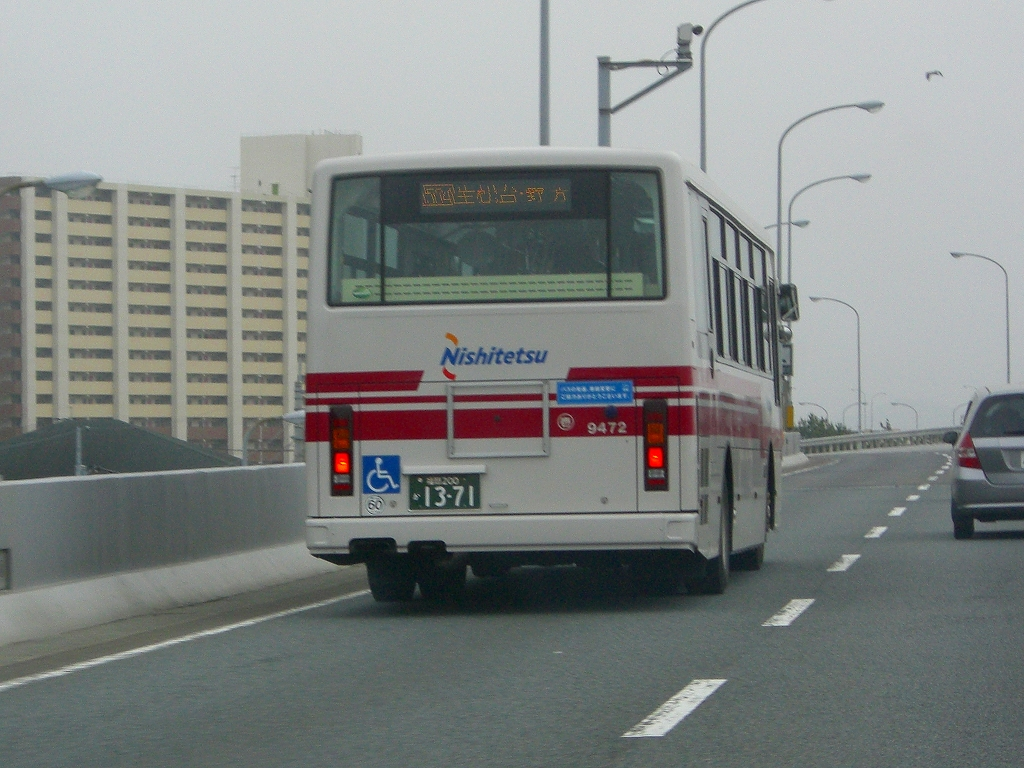
福岡都市高速を走行中の路線バス
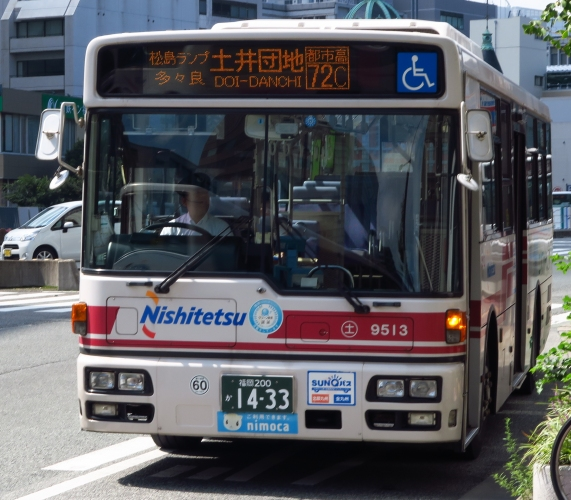
LED式前面行先表示器には、行先番号や文字（急行、臨時など）の上に「都市高」と表示される

## 車両

### メーカー

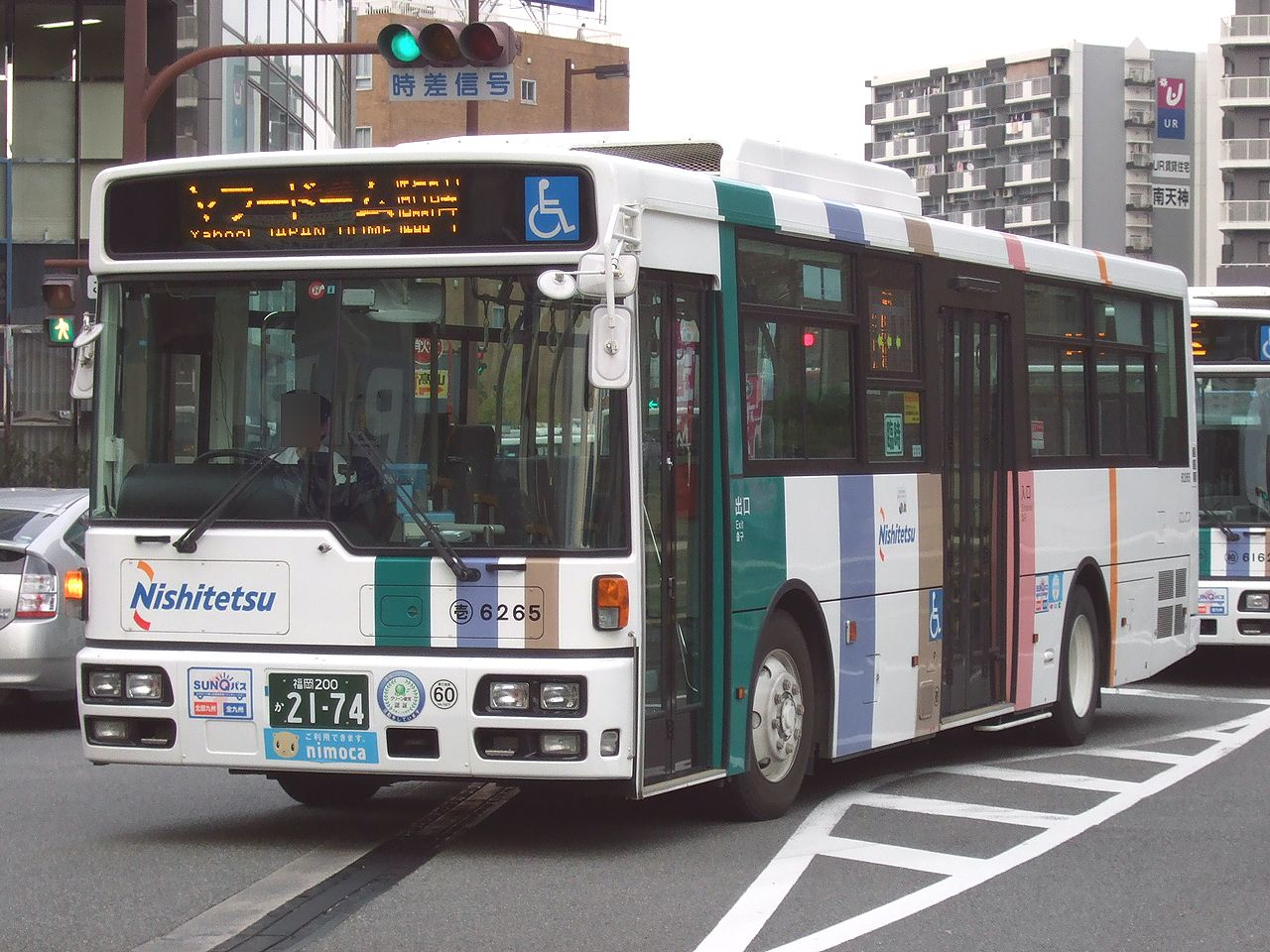
西工の最終製造車は西日本鉄道に納入された（6265号車）

傘下に西日本車体工業（西工）を有していたことから、ほぼすべての車体が同社で設計および製造されてきた。西工で生産できない形態の車両については西工以外の車体の車両も導入されることがあったが、その数はごく少数に留まっていた。シャーシ（エンジン・車軸などの部品）はかつては大型4メーカーのシャーシが満遍なく導入されていた。このため車体の外観からはエンジンおよびシャシーメーカーは判別できないため、後述されるように車両番号（社番）の最上桁がエンジンおよびシャーシメーカーを示す伝統が現在も続いている。
ただし、マイクロバスについては、1966年以降は西工が製作した車体が登場しており、その間に導入した車両は全て西工が製作していたが、一足早く2001年をもって西工がマイクロバスの製造から撤退したため、それ以降から純正車体のマイクロバスを導入するようになっている。
2003年4月以降は、日産ディーゼル工業（現：UDトラックス）が西工に車体を統一したため、それ以降は日産ディーゼル車の導入比率が高くなり、それ以外の3メーカーの導入は少なくなった。その結果、現在では分離子会社を含む保有車両数の約2,800台のうち半数以上がUD車となっている。高速車については2005年まで三菱ふそう車が年間10 - 20台程度導入された。中型路線車では2009年まで西工ボディを架装したいすゞ車が導入された。日野車は西工架装を全面的に中止したことにより2004年以降は導入が途絶えていた。
2006年以降、三菱純正車体の夜行高速車を導入開始し、2008年以降は純正ボディの日野車が導入された。その後、2010年に西工が解散し、現在は各メーカーの純正ボディの車両が導入されている。
輸入車は、貸切車として1983年にバンホール・アストロメガとネオプラン・スカイライナー（ダブルデッカー）を各1台、1991年と1993年にメルセデス・ベンツO303（スーパーハイデッカー）を1台ずつ輸入したことがあるが、いずれも現存しない。2011年には高速バス用にヒュンダイ・ユニバースを試験的に導入したものの、その後の導入はない。連節バスでも輸入車を導入している（後述）。
2024年現在では全体的には国産4メーカーが均等に割り当てられているが、高速車の新規導入比率としては、いすゞ車のシェアが最も多くなってきており、次いで三菱車となっている。

### 車種・仕様
大型車・中型車・中型ロング車・小型車・連節バスが導入されている。一部を除き前降り中乗り方式で、中扉は基本的に西工架装車両が4枚折戸、その他は引戸となっている。
1976年からは一般路線バスの冷房化を開始し、1982年には長崎自動車とほぼ同時期に、全国に先駆けて全車冷房化を実施した。一般路線バスの冷房化の開始は同社より数年遅かったものの、冷房車率の100%達成は同社より数日遅れた程度である。
大型車
福岡地区・北九州地区で最も一般的な型。久留米地区では中距離の都市間路線に使われることが多い。
ホイールベース5.2 m前後のいわゆる「中間尺」の車両が選択されている。
2000年まではリーフサスのツーステップバスが導入されていたが、2001年から2013年まではエアサスの車椅子用スロープ付きワンステップバス、2013年からはノンステップバスが導入されている。ノンステップバスは1998年に初めて導入し、その後は仕様の変更が不可能な車種、国や地方自治体などからの助成を受けた車両などに限りノンステップバスを導入していたが、福岡市が2013年よりノンステップバス導入の助成を拡充したため、同年半ば以降は北九州地区も含め一般路線車の新車はすべてノンステップバスとなっている。
2人掛け座席を通常より多く配置し、座席定員を増やした車両も存在する。
1992年までは座席数を多くしたエアサスの中距離路線・急行・快速便用車両が導入されていたが、現存しない。
中型車
比較的乗客数の少ない路線や狭隘路線、総運行距離の短い路線などで使用される。特に、筑豊地区・大牟田地区や、久留米地区の市街地路線で多く見られる。
1989年に日産ディーゼル・スペースランナー（P-RB80）を導入して以来、大型車よりも早期にワンステップ化が進んでいる。また大型同様、2013年半ば以降はノンステップバスのみ導入している。
中型ロング車
ホイールベース5.6mの中型車。日産ディーゼル製（スペースランナーJM改・JP）のみ。
西鉄北九州線の大部分廃止とバス転換に際し、1992年にワンステップ車が大量導入され、以降は1995年まで福岡・北九州地区に導入されたのち、1997年に久留米地区にも3台導入された。その後、2007年と2008年にノンステップ車が2台ずつ導入された。ノンステップ車のみ残存する。
小型車・マイクロバス
西鉄が委託を受けて運行するコミュニティバスや、住宅地や山間部の狭隘路線、オンデマンドバス「のるーと」などで使用される。
西工ボディの日産ディーゼルRN、純正ボディの三菱ローザ・日野リエッセ・日野ポンチョ・トヨタ・ハイエースなどが導入されている。かつてはマツダパークウェイやいすゞジャーニーQが使用されていた。
オンデマンドバス「のるーと」は専用のワンボックスカー車両が使用されており、香椎浜地区の「のるーと」用車両は日産・キャラバンが採用されている。また、2024年には宗像市コミュニティバス「ふれあいバス」用として小型EVバスのEVモーターズ・ジャパン・F8 series4が1台導入されている。
連節バス
2016年の「Fukuoka BRT」運行開始に合わせ、スカニア・K360UA（ボルグレン架装）を2台導入した。2017年に連節バスが増車された際には前年に導入した車両と同形のスカニア5台のほか、メルセデス・ベンツ・シターロGが1台導入された。その後に北九州地区に導入された車両や、福岡地区で増車された車両はすべてメルセデス・ベンツ・シターロGであったが、2025年以降は日野・ブルーリボン ハイブリッド連節バスが導入されている。

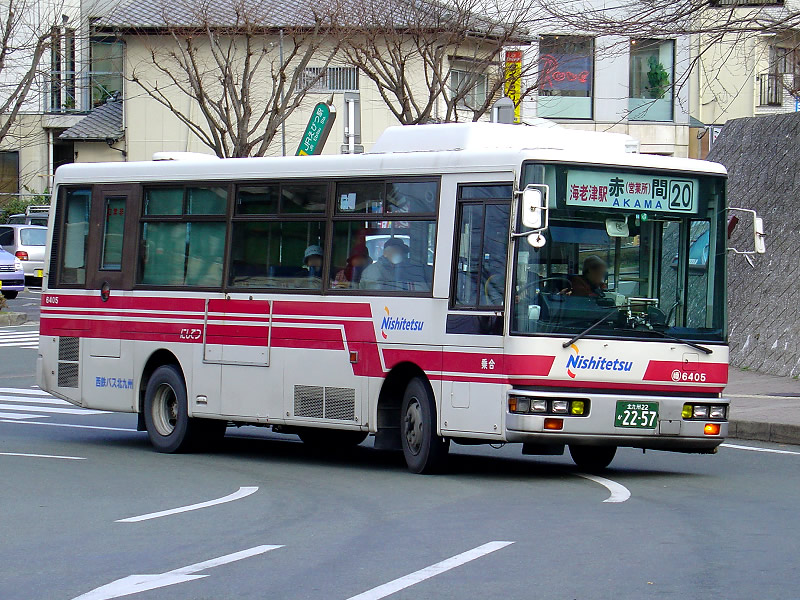
1989年に導入された中型車（P-RB80）
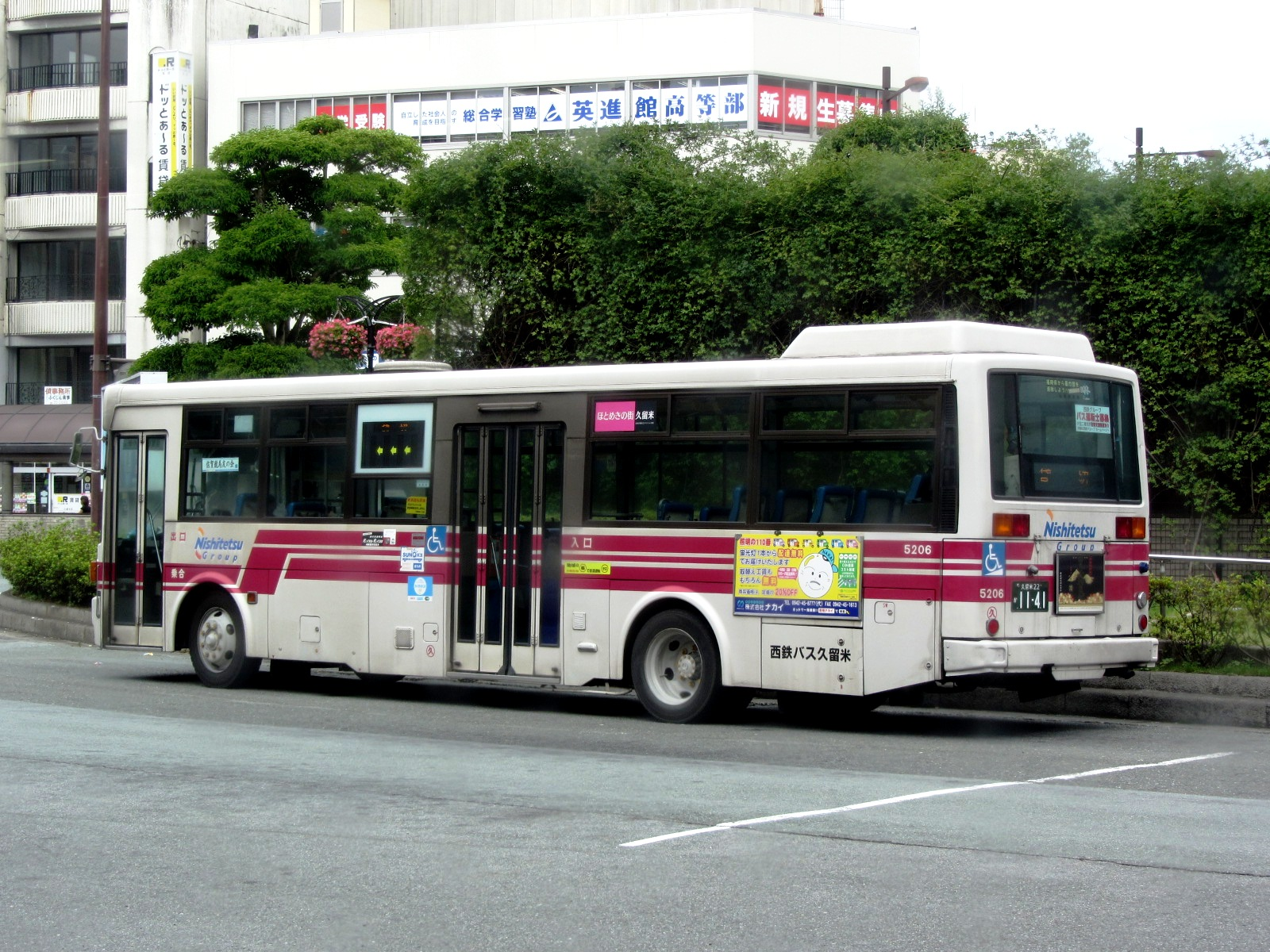
西鉄バス久留米の中型ロング車。 1997年に新車として久留米地区に導入された（廃車済）
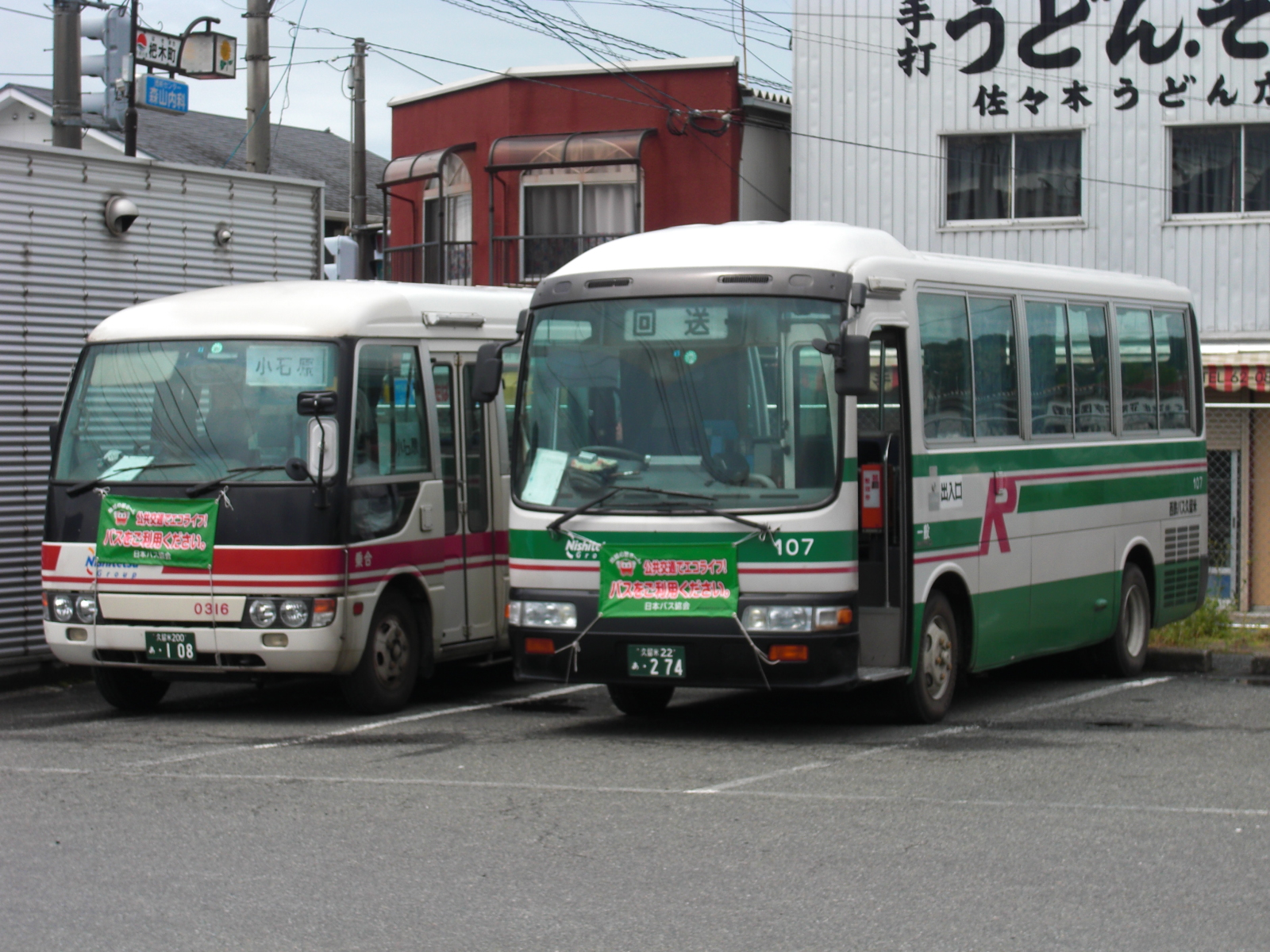
西工解散以前に西工以外の車体の車両が導入された例。 日野・リエッセ（右）と三菱ふそう・ローザ（左） 小型車やマイクロバスでは西工車体以外の導入があった。
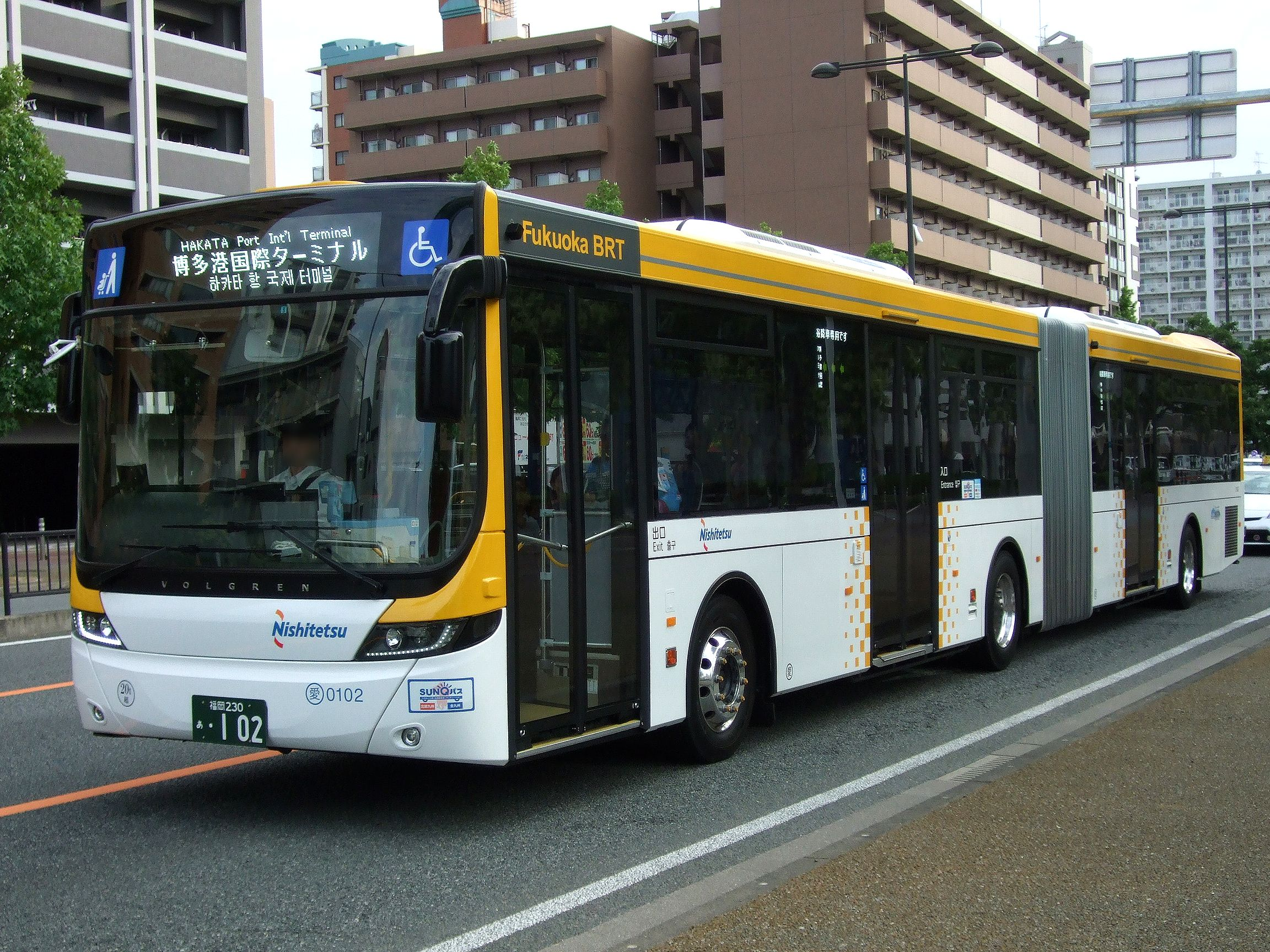
Fukuoka BRT用の連節バス（スカニア/ボルグレン）

### 運行システム

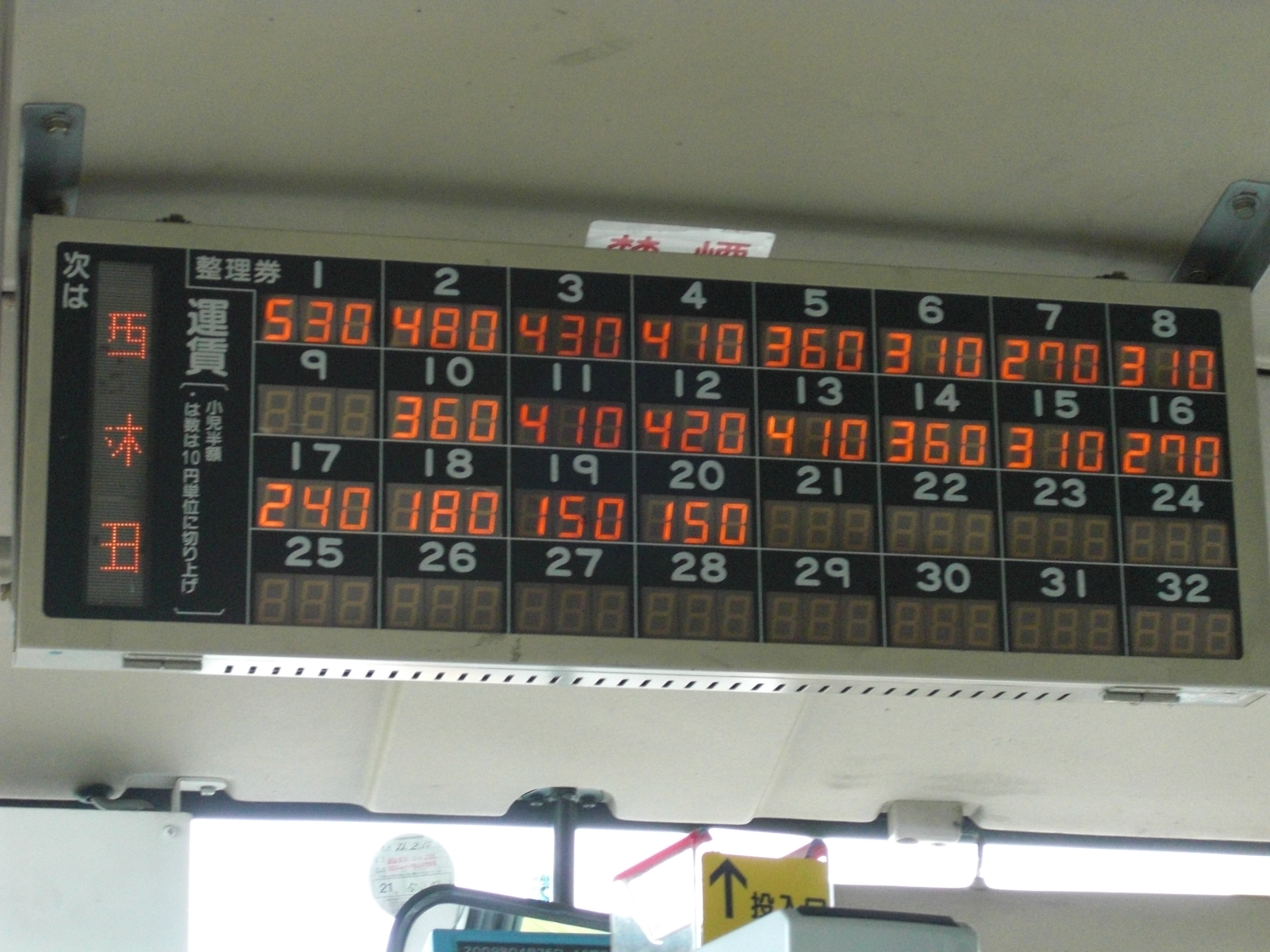
運賃表の表示（西鉄バス久留米）の例。「9」が抜けている。

運賃表
バスカード導入前までは、幕式の運賃表を装備していたが、バスカード導入を期に一部を除きデジタル式 へと変更された。2010年代にはレシップ社製の液晶式表示機「OBC-VISION“D”」を採用し、一部長距離路線用を除く一般路線車両に導入している。
運賃箱・整理券発行器・カードリーダー
かつては原則として小田原機器社製のシステムを基本に、一部の営業所でレシップ社製の機器を使っていた。nimoca導入、運賃表のデジタル化、西工解散を境に運賃箱・押釦を含めてバス車内の電装品がほぼ全てレシップ社製の機器に置き換えられているが、整理券発行機のみ廃車からの流用で小田原機器社製のものを使うケースもある。
整理券番号は9番が省略されており、路線にもよるが8番の次は10番となることが多い。これはアラビア数字の「9」を上下逆さまにすると「6」に見えるので紛らわしいためである。西鉄以外でも熊本電気鉄道や宮崎交通などでも見受けられる。一の位に「9」が入る2桁の数字の場合の整理券の印字は、「9」のみが違う書体で、文字の内側が斜線で塗られたものとなる。
放送装置
1990年代までは8トラ式のテープによる放送装置であったが、現在はICカードを用いた合成音声を使用している。メーカーは一貫してクラリオンの機器・システムであり、これは分離子会社や西鉄電車でも同じである。（ただし北九州地区（西鉄バス北九州所属の車両）については、「西鉄バスナビ」システムの導入前は指月電機製作所製の音声合成装置を使用していた時期がある。）

### 車両塗装
一般路線車は、1975年以降に採用された旧塗装の車両が多い。やや灰色がかった白色にワインレッド色の帯を巻く（車両によってはラッピングに合わせ、帯色を異なる色にしている）。1997年に動輪形の社紋からコーポレートアイデンティティ(CI)の「Nishitetsu」ロゴに変更したことでデザインが若干変更されている。
西鉄創業100周年記念事業の一環として、2008年6月以降の一般路線バスの新車は「スマートループ（SMART LOOP）」と呼ばれる新塗装への変更を進めている。側面塗装は白地に前方から「環境性」（Terra-consious）を表す緑色、「安全性」（Safety）を表す青色、「快適性」（Amenity）を表すベージュ色、「対話性」（Relationship）を表すピンク色、「機動性」（Mobility）を表すオレンジ色の5色の縦縞模様で、前方の帯ほど太くなっている。前面・後部は白地に緑色・青色・ベージュ色の縦縞である。それ以前の導入車両にも塗り替えられたものがある。
新塗装車は、車体後方の乗車口および前方の降車口に漢字・英語・ハングルで「入口」「出口」の多言語表記がされている。旧塗装車の一部にもこのような表記のステッカーが貼られているが、早良営業所所属の試験塗装車は日本語表記のみである。また新塗装で製造された日産ディーゼル製の車両は、後部にハイマウントストップランプを設置しているほか、車内についても「動くリビングルーム」をコンセプトに座席の色や形状の改良、照明の配置変更がされている。これらリニューアル事業における内外装のデザインは、福岡市のデザイナー集団「ダーウィンLLP」の松岡恭子らがプロジェクトメンバーとして関わっている。
新塗装の新車は2008年6月9日から営業運行を開始した。今後10年をかけて、グループ内に在籍する在来塗装の一般路線車を、新塗装の車両に順次置き換える予定としている。
2013年に運行開始した「渡辺通幹線バス」には「スマートループ」の5色の縦縞模様をすべてピンクにした専用車両が投入された。
北九州市内の電車代替路線（[1]系統：砂津 - 小倉駅前 - 大蔵 - 黒崎バスセンター - 折尾駅間）では白地に明るい青緑色の塗装（電車代替色）の専用車両が使用され、スマートループ色導入後は専用色での導入は見られなくなっているが、現在でも専用色のバスが多数運行されている。ただし電車代替色の車両でも、運用の都合などにより他路線で運行されることもある。またかつては、市内急行用や空港連絡・高速バスでも路線ごとに専用塗装を採用していることが多かった。現在は昼行高速バスでは創立110周年を機に2018年12月より「HARMONY（ハーモニー）」と呼ばれる新塗装が導入され、夜行高速バスでは当初「どんたく号」および「はかた号」に導入された岡本太郎デザインの「白夜行」と呼ばれる塗装に統一されている。
側面や後方の社名表記は本社直轄は斜字の「にしてつ（CI導入前は斜字ではない「NNR　にしてつ」表記　車両によってはCIのみで社名表記としている）」、子会社はそれに加え側面後部に黒文字（北九州のみ青文字または青紫文字）で「西鉄バス○○」の表記がある。2世代前の塗色および分社化前の貸切バスには英文社名と当時の西鉄の表記「Nishi Nippon RR CO 西テツ（末期は西鉄表記）」が記載されていた。主要なバス営業所やバスターミナルの表記は「西鉄バス」「西テツバス」と分かれていた。
子会社の車両は、当初は各社が独自の塗装を行ってきたが、現在ではバス車両後部に書かれている社名表記が各社の社名になっている点と、北九州を除きCIロゴが「Nishitetsu (下に小さく)Group」となっている点以外は西鉄本体と共通の塗装となっている。また、子会社が受託するコミュニティバスの独自塗装も存在する。
かつて急行・快速便車両には専用塗装が施されていた。一般路線車をベースにしたタイプと写真のようなトップドア車がそれぞれ存在した。一般路線車ベースの車両でもフロントバンパーの違いや着席定員を増やした座席配置、ハイバックシートを搭載するなど、車内設備にも相違が見られた。一般路線色とは異なり、アイボリーに赤と濃い青のラインが入ったもので1990年代前半まで導入されていた。1990年代以降は塗装変更で一般路線塗装になったものもあった。この塗装は赤間急行福岡線用の車両で2012年まで見られた。

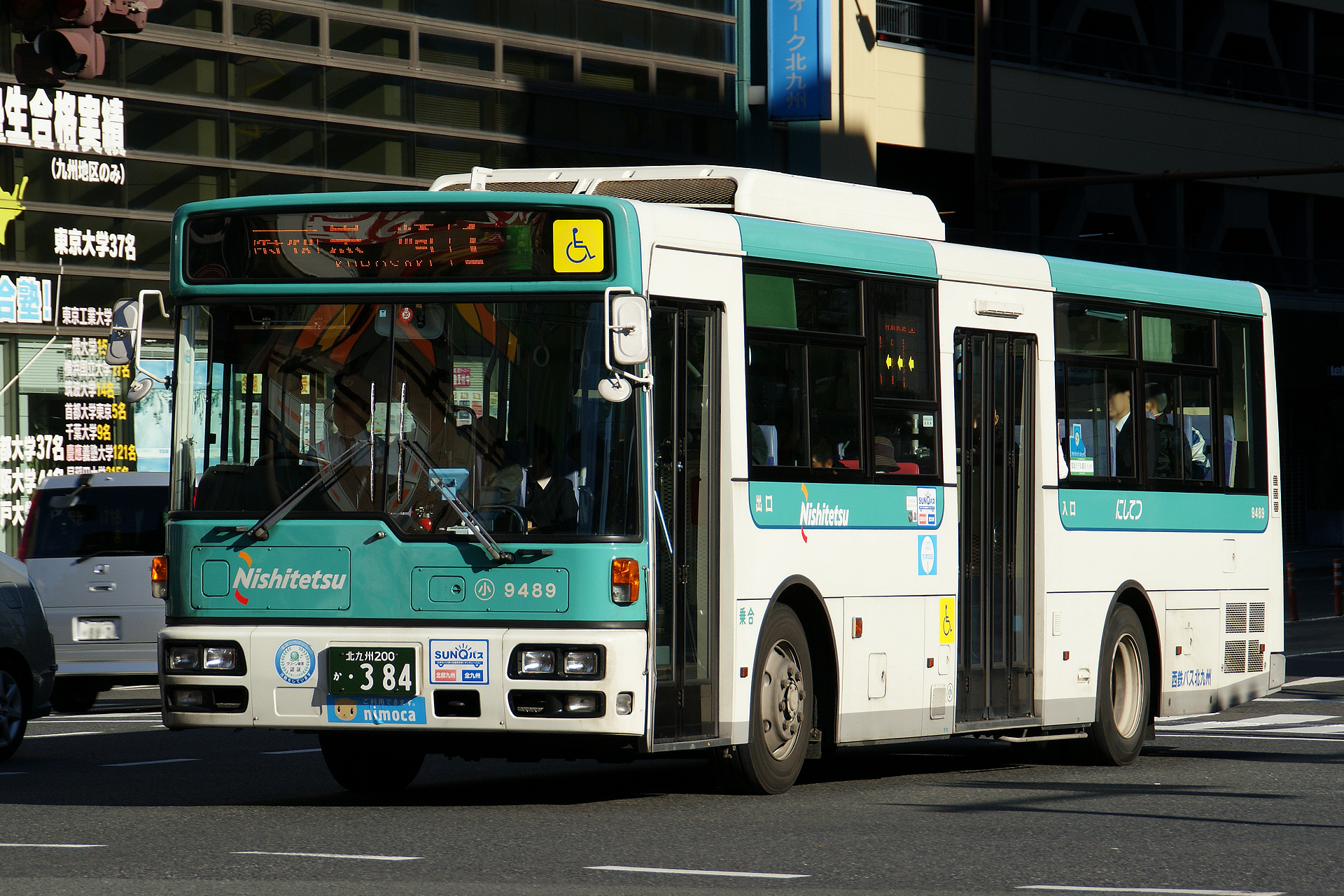
北九州市の電車代替バス。 特定の路線に対する専用カラーは西鉄でも少ない。
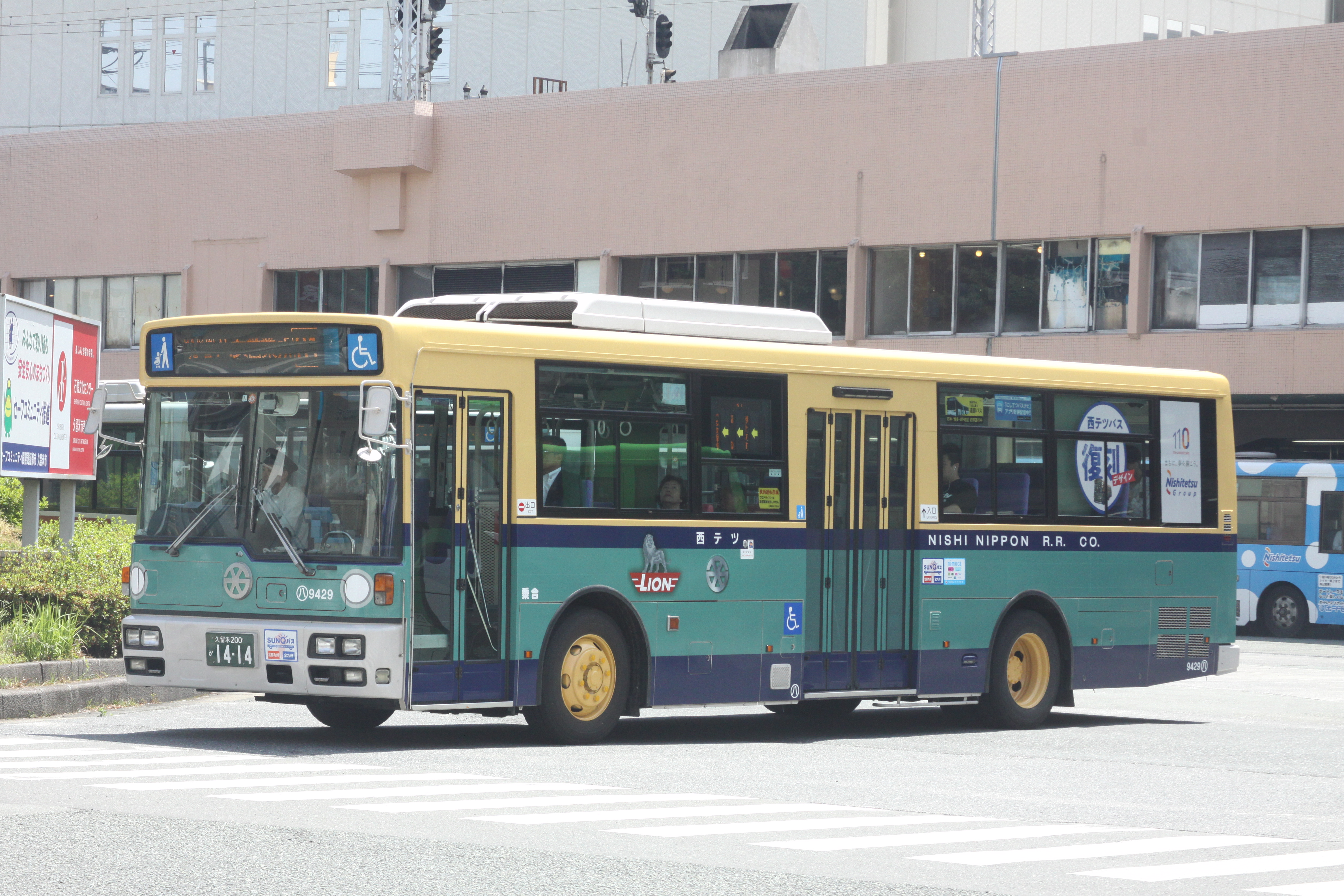
1950年代から1975年頃までの一般路線バスの塗装を復刻した車両。 2018年に西鉄グループ創立110周年を記念して期間限定で運行される。
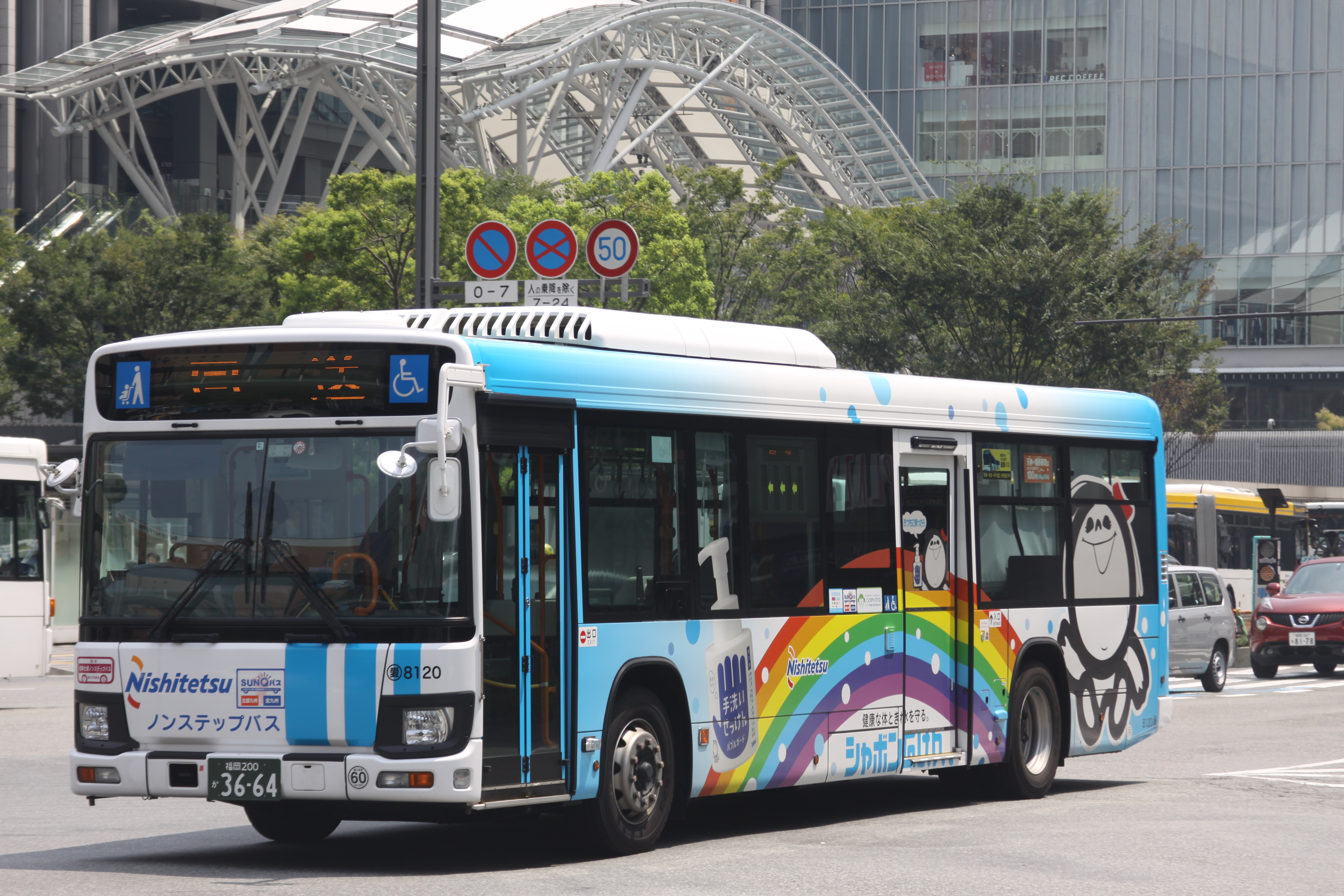
企業広告フルラッピング車の例。 福岡都市圏のフルラッピング車は車両前面に広告ラッピングは施さないが、前面の縦帯が広告に合わせた色になっている。
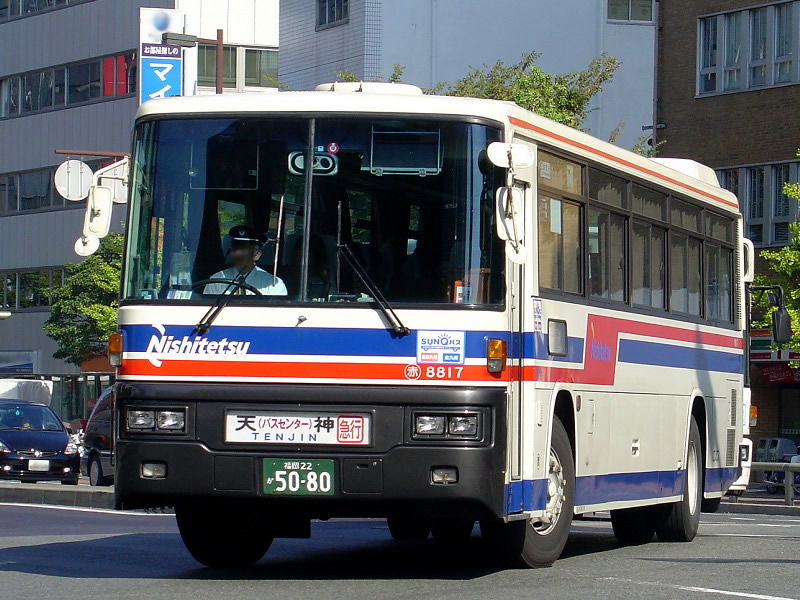
急行便の専用塗装。 赤間（急行）福岡線の車両

### 車両番号

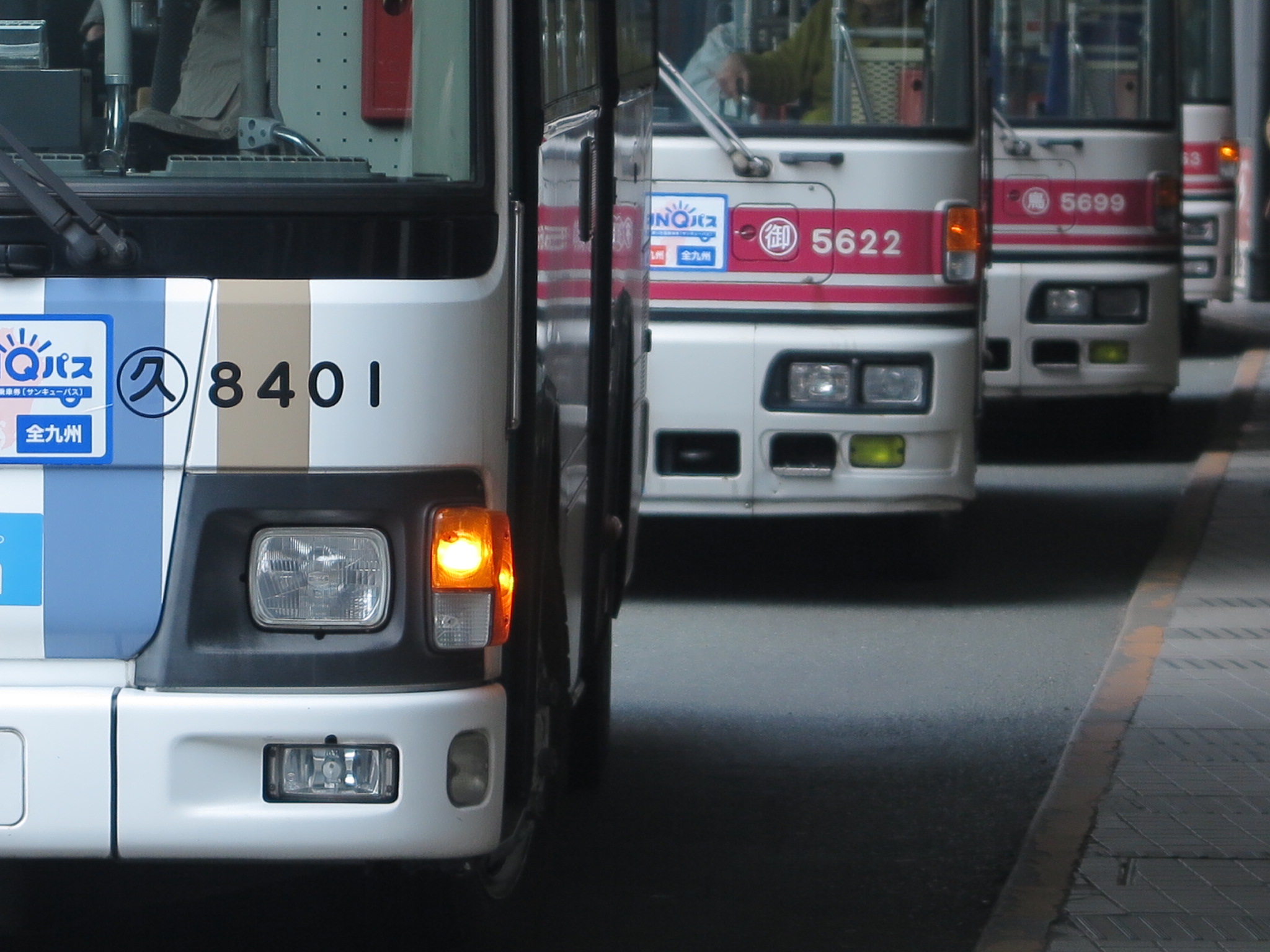
社内番号の表記例

車両には4桁の社内番号が付与されている。これは西鉄の営業区域が複数の運輸支局管轄区域に跨っており、ナンバープレートで管理した場合には転属時の車両管理に不都合をきたすためである。
番号は1xxxと2xxxはいすゞ、3xxxと4xxxは三菱ふそう、5xxxと6xxxと9xxxは日産ディーゼル・UDトラックス、7xxxと8xxxは日野の車両に割り当てられている。ナンバープレートと同様、末尾42 は「死に」、末尾49は「死苦」「轢く」に通じる（忌み番）として使用されない。
近年はグループ子会社でも、番号が付与されていなかった車両には順次番号付与が行われ一括管理されている模様で、この際には該当する年式の番号に組み入れるため、末尾42・49が使用されることもある。車体前後（大半の路線車は両側面の後端部にも）にマーキングされているが、バスジャック事件以降は車体天井にも上空から認識できるようにマーキングされている。
なお、9xxxはかつては小型車用の番号であったが、2003年末からは日産ディーゼル車に対して割り振られるようになった。同社が2001年以降日産ディーゼルを中心に導入するようになったが、車両の使用期間が延びたことで日産ディーゼル車に対して番号の重複が多数発生するため、9xxxを割り振るようになった。他メーカーの車両でも番号の重複が発生したが、これに対しては現役車両の番号を一部飛ばすことで対処している。
2011年に導入されたヒュンダイ車は、日産ディーゼル車に割り当てられていた6xxxを使用する（6501・6502）。
0xxxは現在、一部の小型車、「はかた号」専用車、「FUKUOKA OPEN TOP BUS」専用車に割り振られている。連節バスもシャーシメーカーにかかわらず0xxxが割り振られている。過去には先述の輸入貸切車や、小型のマツダ・パークウェイなどに割り振られることがあった。

### 行先表示
1984年に福岡地区において行き先方面別に色が違うカラー方向幕を採用し、続いて北九州・久留米・大牟田地区にも導入した。
LED行先表示器の採用は、2003年12月より桧原営業所の15台で試験運行を開始し、2004年12月より大型車への本格採用が決定した。方向幕では行き先方面別に色が違うカラー幕を使用していたが、LEDでカラー表示をすると色によっては前照灯や尾灯、方向指示器などと紛らわしいとして、道路運送車両法第3章および道路運送車両の保安基準（昭和26年7月28日運輸省令第67号）第42条に抵触する可能性があるため、前面のLEDを運転席側にオフセット設置し、空いたスペースに色だけの幕を表示するようにした。中型車については別に前面窓上部に色だけの幕を設置している（日産ディーゼルの旧スペースランナーは大型と同様）。2005年以降の新車はすべてLED表示で、福岡地区も既存車への装着改造が定期運用離脱車などを除き完了した。西鉄バス北九州では全営業所でLED表示に変更が完了した。その後2008年頃から、西鉄バス久留米・西鉄バス二日市を皮切りに、地方子会社へ福岡からの転属車がLED改造を受けたまま移動し、現在は一般路線をもつ全ての子会社に最低1台以上はLED車が所属している。その他の子会社でも徐々に自社改造が行われている。
LED表示車の色幕は、郊外方面行は従来のカラー方向幕と同色の幕、都心方面行は黒幕で運行している。都心まで出ず、郊外の拠点駅などが終点の場合は白幕を掲示するが、久留米地区では両方向ともにカラー方向幕の表示を行っている。なお、「回送」「貸切」「臨時」などを表示する際、北九州地区は白幕、その他の地区は黒幕を掲示している。
2005年8月には、福岡・北九州地区で使用する全車両へのLED行先表示器装着を2006年度末までに行うことが発表されたが、2008年初頭になってから西鉄本体が保有する一般路線車両については終了した。ただし子会社の車両（本体からの管理委託車両も含む）には方向幕のままの車両が残る。西鉄バス久留米でも2012年半ばに本体からの管理委託車両のLED化が完了し、自社保有車両でもLED化が進んでいる。

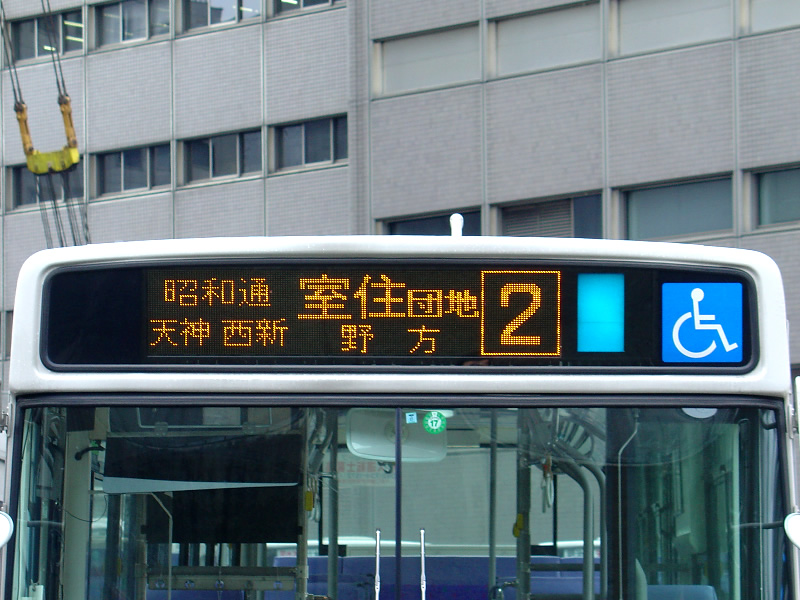
LED表示器。表示器の右側に色幕がある。 写真の車両は西部方面行きの系統に使用中のため、青色幕を掲示している。
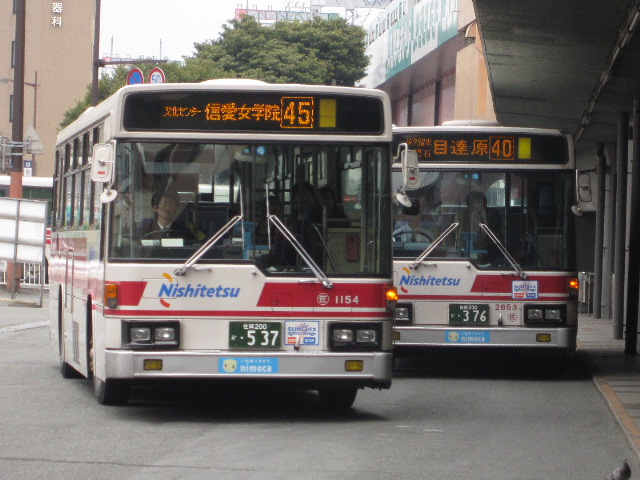
久留米地区でのLED幕の使用例。 左は佐賀→久留米、右は久留米→佐賀を走るバスだが、いずれも久留米地区の西部方面行きを表す黄色幕を表示している。

#### 行先番号
行先番号は基本的に3番・11番・113番など3桁までの数字で構成されるが、6-1番・54-1番のように枝番が付いたり、21A・23B・29Nのようにアルファベットが付く場合（この場合「番」を付けずに案内されることが多い）、区1番（「くのいちばん」）・区2番、外環1番（「そとかんいちばん」）のようにその他の文字が付く場合などがあるが、路線の改廃などで欠番が生じていることが多い。この行先番号の法則は地域ごとに違っているため、鳥栖市内線には行先番号0番が存在したことがあったり、行先番号を持たない系統（一部の急行系統や能古島内線など）や、行先番号が路線開設後になくなった系統（杷木支線、浮羽支線）も存在する。
福岡市内と久留米市内、大牟田市内では、市街地の特定の方面・経路を走るバスについて、始発地に関係なく途中で行先番号を統一している。この場合は運行中に行先番号を変更することになるため、変更停留所到着前に車内放送でも案内される。これは同じ経路を通るのにもかかわらず始発地の違いによってバラバラになっていた行先番号を、市街地の特定区間だけ統一することによって利便性を高めることを目的としたものである。
これにより、例えば、大牟田駅前→文化会館前→大牟田営業所と運転するバスの行先番号の統一を行うことで、その経路を通るバスが1,2,4,7,10,18,25,55,57番から、1番のみとなった。この例の場合、バスは大牟田駅前に到着する前に行先番号を変更している。個々のバスについて見た場合、例えば桜並木駅発百道ランプ経由福岡タワー行きは、桜並木駅→博多駅前到着前は44番、博多駅前→渡辺通一丁目到着前は307番、さらに渡辺通一丁目→福岡タワー間ではW2番として運行している。

### 廃車車両の譲渡
分離子会社以外の西鉄グループバス事業者である日田バスや亀の井バスに譲渡された車両もある。西鉄グループ以外では、大分バス（西鉄出資以前）に路線車が譲渡された例があるほか、同社の分離子会社である大野竹田バスに路線車が譲渡された。また、西肥自動車・昭和自動車・壱岐交通・熊本電気鉄道などへの譲渡例もある。
また一部の分離子会社では、グループ外の他社からの移籍車両を少数保有している。移籍車両は大半が貸切車である。